# 500 Milhas de Indianápolis
As 500 Milhas de Indianápolis, também conhecidas como Indianapolis 500 ou simplesmente Indy 500, são uma das corridas automobilísticas mais tradicionais do mundo e a principal prova do campeonato da IndyCar (conhecida no Brasil como Fórmula Indy), realizada no Indianapolis Motor Speedway, nos Estados Unidos. Este evento é considerado uma das maiores corridas do planeta e é promovido como The Greatest Spectacle in Racing (o maior espetáculo do automobilismo, em tradução livre). As 500 Milhas de Indianápolis fazem parte da Tríplice Coroa do Automobilismo, que inclui três dos mais prestigiados eventos do esporte a motor no mundo, juntamente com o Grande Prêmio de Mônaco e as 24 Horas de Le Mans.
O circuito oval do Indianapolis Motor Speedway, cuja construção começou em 1909, foi um dos pioneiros entre os circuitos ovais. A capacidade oficial do local não é divulgada pela gerência de Speedway, mas estima-se que a capacidade de lugares permanentes seja superior a 250.000 espectadores. Com a inclusão de patronos no infield, o público pode chegar a 300.000 espectadores. Durante as míticas 500 Milhas de Indianápolis de 2016, o público atingiu cerca de 350.000 espectadores, em celebração à 100.ª edição da corrida e à rica história e cronologia das corridas iniciadas na década de 1900.
Este evento no esporte a motor é geralmente realizado nas proximidades do Memorial Day, um feriado norte-americano que ocorre anualmente na última segunda-feira de maio.
Entre 1950 e 1960, a corrida fez parte do calendário da Fórmula 1. Naquela década, para ser chancelada pela Federação Internacional de Automobilismo, uma corrida precisava obrigatoriamente constar no calendário da Fórmula 1.

## Circuito

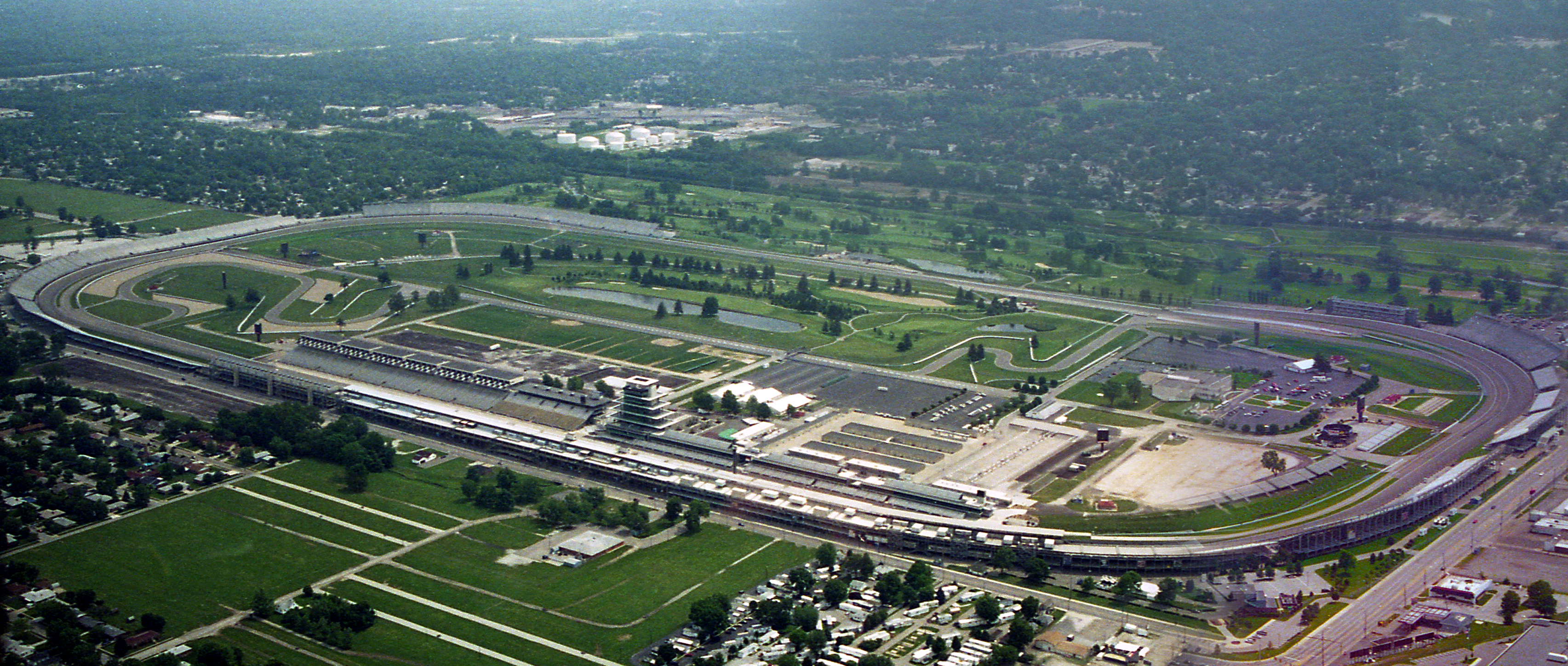
Vista aérea do Indianapolis Motor Speedway.

Considerada relativamente plana para os padrões americanos, a pista das 500 Milhas de Indianápolis possui 2,5 milhas (4,0 km), apresentando um formato retangular com vértices arredondados. Suas dimensões permaneceram essencialmente inalteradas desde a sua criação. O circuito oval é percorrido em sentido anti-horário, com quatro curvas de A página Predefinição:Fraction/styles.css não tem conteúdo.1⁄4 mi (400 m), duas retas longas de A página Predefinição:Fraction/styles.css não tem conteúdo.5⁄8 mi (1.000 m) entre a quarta e a primeira curva, e entre a segunda e a terceira, além de duas retas curtas de A página Predefinição:Fraction/styles.css não tem conteúdo.1⁄8 mi (200 m), conhecidas em inglês como "short chutes", situadas entre a primeira e a segunda curvas, e entre a terceira e a quarta (consideravelmente menores do que os ovais de Brooklands, Monza e Daytona). A largura da pista é de 50 feet (15 m), com o banking (ou inclinação) de 9° 12' e raio de 0,16 milhas (260 m), totalizando 2,5 milhas (4,0 km).
Os pilotos competem em 200 voltas, também em sentido anti-horário, para completar uma distância total de 500 mi (800 km). Em 1909, um grupo de empresários de Indianápolis investiu no que se tornaria o Indianapolis Motor Speedway, atualmente cercado pela cidade. Desde sua criação, em 1911, a corrida é tradicionalmente agendada para um domingo em torno do Memorial Day, com treinos livres e classificações realizadas nas duas semanas anteriores ao evento.
Durante a primeira metade dos anos 1990, quando o superoval começou a receber eventos de outras disciplinas do esporte a motor, os muros foram substituídos pelo SAFER barrier (também conhecido como soft wall), que foi utilizado pela primeira vez nas 500 Milhas de Indianápolis de 2002. Além disso, a área de escape foi ampliada e uma rota paralela para aquecimento foi construída ao longo do circuito oval.
O Indianapolis Motor Speedway (IMS) é um dos circuitos mais antigos dos Estados Unidos e do mundo, construído em 1909 com um custo de US$ 3 milhões (valor correspondente à época). O objetivo era promover a indústria automobilística de Indianápolis. A pista abriu em 1909 e começou a receber corridas de automobilismo e motociclismo a partir de 1911. Inicialmente, era feita de 3,2 milhões de tijolos. Com o tempo, devido a inúmeros acidentes envolvendo pilotos e espectadores, a superfície de tijolos foi substituída por asfalto, completando a transição em 1961. No entanto, uma faixa de tijolos foi mantida na linha de chegada, conferindo ao circuito o apelido de "The Brickyard" ("terreno de tijolos") até os dias atuais.
Na década de 1960, o IMS recebeu uma camada de asfalto, mas manteve uma faixa de 1 metro de tijolos na linha de partida e chegada, que é sua marca registrada.
Por tradição, o grid conta com 33 carros, alinhados em onze filas de três veículos cada. O grid é preenchido por pilotos que competem em toda a temporada, além de inscrições especiais para este evento, incluindo veteranos e rookies (pilotos novatos). A corrida é disputada em monopostos, com cockpits e carros de corrida especialmente construídos para o oval. A partir da temporada de 2012 da IndyCar, todos os participantes utilizam motores turbo V6 de 2.2 litros, ajustados para produzir entre 500 e 700 cv a cerca de 12.000 rpm. Chevrolet e Honda são os fabricantes de motores atualmente envolvidos no esporte. A Firestone, com uma longa tradição no automobilismo, fornece os pneus exclusivos para o evento.
O holandês Arie Luyendyk alcançou velocidades médias superiores a 237,498 mph (382,216 km/h) durante a classificação da corrida de 1996. Tom Sneva foi o primeiro a superar a barreira das 200 milhas por hora, registrando uma média de 200 mph (320 km/h) na classificação de 1977, com um tempo de 200,535 mph (322,730 km/h). O recorde da volta mais rápida da Indy 500 foi estabelecido por Luyendyk em 1990, com uma velocidade média de 185,981 mph (299,307 km/h), que perdurou até 2013, quando Tony Kanaan registrou 187,433 mph (301,644 km/h). Em 2021, Hélio Castroneves estabeleceu um novo recorde de 190,690 mph (306,886 km/h). Eddie Cheever detém o recorde da volta mais veloz da corrida, com 236,103 mph (379,971 km/h).
A corrida inaugural foi vencida por Ray Harroun, que utilizou um inovador espelho retrovisor, em 1911. O evento comemorou seu centenário nas 500 Milhas de Indianápolis de 2011. Os pilotos mais bem-sucedidos na corrida são A. J. Foyt, Al Unser, Rick Mears e Hélio Castroneves, cada um deles conquistando a vitória quatro vezes. Rick Mears detém o recorde de pole positions em um total de seis. O proprietário de equipe mais bem-sucedido é Roger Penske, dono da equipe Penske Racing, que acumulou 17 vitórias e 17 poles até a Indy 500 de 2018.
Devido a questões de segurança, como a aquaplanagem, a corrida não é realizada em condições de pista úmida. Se ocorrer um atraso devido à chuva, a corrida será adiada até que as condições melhorem e a pista seja secada. Se a chuva cair durante a corrida, os oficiais podem encerrar a prova e declarar os resultados oficiais se mais da metade da distância programada (ou seja, 101 voltas) tiver sido completada.

### Dimensões do circuito oval
| Região       | Número | Distância              | Largura        | Banking(Inclinação) |
| ------------ | ------ | ---------------------- | -------------- | ------------------- |
| Retas longas | 2      | 0,625 milhas (1.006 m) | 50 feet (15 m) | 0°                  |
| Retas curtas | 2      | 0,125 milhas (201 m)   | 50 feet (15 m) | 0°                  |
| Curvas       | 4      | 0,250 milhas (402 m)   | 60 feet (18 m) | 9°12'               |
| Total/Média  | -      | 2,5 milhas (4,0 km)    | 54 feet (16 m) | 3°3'                |

### Histórico das médias horárias das corridas nas 500 Milhas de Indianápolis
| Ano  | Barreira                      | Vencedor da corrida | Tempo        | Velocidade Média | Velocidade Média | Notas                                                                                       |
| Ano  | Barreira                      | Vencedor da corrida | Tempo        | (MPH)            | (KM/H)           | Notas                                                                                       |
| 1911 | 70 miles per hour (110 km/h)  | Ray Harroun         | 6:42:08,92   | 74,602           | 129,060          | Primeira corrida                                                                            |
| 1914 | 80 miles per hour (130 km/h)  | René Thomas         | 6:03:46,12   | 82,47            | 132,72           |                                                                                             |
| 1922 | 90 miles per hour (140 km/h)  | Jimmy Murphy        | 5:17:30,79   | 94,48            | 152,05           | O piloto triunfou, venceu a Grande Prêmio da França de 1921 em Le Mans                      |
| 1925 | 100 miles per hour (160 km/h) | Peter DePaolo       | 4:56:39,45   | 101,127          | 162,748          | Primeira corrida completa em menos de 5 horas                                               |
| 1937 | 110 miles per hour (180 km/h) | Wilbur Shaw         | 4:24:07,08   | 113,580          | 182,789          | Último vencedor com carro de dois assentos incluindo mecânico                               |
| 1949 | 120 miles per hour (190 km/h) | Bill Holland        | 4:07:14,97   | 121,327          | 195,257          |                                                                                             |
| 1954 | 130 miles per hour (210 km/h) | Bill Vukovich       | 3:49:17,27   | 130,840          | 210,567          |                                                                                             |
| 1962 | 140 miles per hour (230 km/h) | Rodger Ward         | 3:33:50,33   | 140,293          | 225,780          | Nos anos 60, o Indianapolis Motor Speedway foi pavimentada com asfalto                      |
| 1965 | 150 miles per hour (240 km/h) | Jim Clark           | 3:19:05,34   | 150,686          | 242,506          |                                                                                             |
| 1972 | 160 miles per hour (260 km/h) | Mark Donohue        | 3:04:05,54   | 162,962          | 262,262          |                                                                                             |
| 1986 | 170 miles per hour (270 km/h) | Bobby Rahal         | 2:55:43,470  | 170,722          | 274,750          | Primeira 500 Milhas de Indianápolis completada em menos de 3 horas                          |
| 1990 | 180 miles per hour (290 km/h) | Arie Luyendyk       | 2:41:18,404  | 185,981          | 299,307          | Atualmente (até 2021), é a quarta mais rápida 500 Milhas de Indianápolis de todos os tempos |
| 2013 | 187 miles per hour (301 km/h) | Tony Kanaan         | 2:40:03,4181 | 187,433          | 301,644          | Segunda corrida com a média horária mais rápida em 3 décadas                                |
| 2021 | 190 miles per hour (310 km/h) | Hélio Castroneves   | 2:37:19,3846 | 190,690          | 306,886          | A corrida com a média horária mais rápida em 3 décadas                                      |

### Recordes de velocidade das 500 Milhas de Indianápolis
| Recordes da Indy 500 de todos os tempos                                                                              |           |           |           |          |                   |              |                     |                     |                    |
| Tipo | Distância | Distância | Distância | Gênero   | Piloto            | Tempo        | Média de velocidade | Média de velocidade | Data               |
| Tipo | Voltas    | Mi        | km        | Gênero   | Piloto            | Tempo        | mph                 | km/h                | Data               |
| Treinos livres (não-oficiais)                                                                                        | 1         | 2,5       | 4.0       | Homens   | Arie Luyendyk     | 00:37,616    | 239,260             | 385,052             | 10 de maio de 1996 |
| Treinos livres (não-oficiais)                                                                                        | 1         | 2,5       | 4.0       | Mulheres | Pippa Mann        | 00:39,1443   | 229,918             | 370,017             | 20 de maio de 2016 |
| Classificação | 1         | 2,5       | 4,0       | Homens   | Arie Luyendyk     | 00:37,895    | 237,498             | 382,216             | 12 de maio de 1996 |
| Classificação | 1         | 2,5       | 4,0       | Mulheres | Sarah Fisher      | 00:39,1858   | 229,675             | 369,626             | 11 de maio de 2002 |
| Classificação | 4         | 10,0      | 16,1      | Homens   | Arie Luyendyk     | 02:31,908    | 236,986             | 381,392             | 12 de maio de 1996 |
| Classificação | 4         | 10,0      | 16,1      | Mulheres | Sarah Fisher      | 02:36,9046   | 229,439             | 369,246             | 11 de maio de 2002 |
| Volta mais rápida | 1         | 2,5       | 4,0       | Homens   | Eddie Cheever     | 00:38,119    | 236,103             | 379,971             | 26 de maio de 1996 |
| Volta mais rápida | 1         | 2,5       | 4,0       | Mulheres |                   |              |                     |                     |                    |
| Indy 500 mais rápida                                                                                                 | 200       | 500       | 800       | Homens   | Hélio Castroneves | 2:37:19,3846 | 190,690             | 306,886             | 30 de maio de 2021 |
| Indy 500 mais rápida                                                                                                 | 200       | 500       | 800       | Mulheres |                   |              |                     |                     |                    |
| Tomadas oficiais de tempo e velocidade registrada apenas em concorrência direta de treinos, classificação ou corrida |           |           |           |          |                   |              |                     |                     |                    |

### Classificação dos pilotos para as 500 Milhas de Indianápolis
Ao longo dos anos, os promotores da corrida têm alterado ciclicamente os procedimentos e fórmulas de classificação utilizados para definir o grid de largada. A atual distância classificatória de quatro voltas — totalizando 10 milhas (16 km) — foi introduzida pela primeira vez em 1920 e tem sido aplicada anualmente desde 1939.
Em 2014, o procedimento de classificação foi refinado, permitindo que o vencedor da pole position e o grid de largada fossem determinados em dois dias. Atualmente, a classificação ocorre em mais de dois dias. No primeiro dia, os pilotos classificados do 13º ao 30º lugar (ou do 13º ao 33º lugar, se houver apenas 33 inscrições) têm suas posições definidas, enquanto todas as outras posições são determinadas no dia seguinte. Após o treino de Fast Friday, todos os carros são inscritos em um sorteio às cegas para a ordem de classificação.
Sábado: Todos os inscritos estão garantidos para realizar pelo menos uma tentativa de classificação e podem fazer tentativas adicionais, caso o tempo permita. Ao final da sessão, os doze pilotos mais rápidos avançam para uma sessão realizada no dia seguinte, onde serão definidos a pole position e as quatro primeiras filas do grid. Os pilotos classificados entre o 10º e o 30º lugar têm suas posições definidas e não precisam se reclassificar. Aqueles que se classificarem em 31º lugar ou posições inferiores avançam para uma sessão separada, também realizada no dia seguinte, para determinar os três últimos lugares da última fila, conhecida como Bump Day.
Domingo: Os pilotos que se classificaram em 31º lugar ou em posições inferiores no sábado têm seus tempos originais apagados. Uma nova sessão de 1 hora e 15 minutos é realizada, na qual cada piloto recebe uma tentativa garantida e pode realizar tentativas adicionais, caso o tempo permita. Os pilotos que terminarem entre o 31º e o 33º lugares terão suas posições definidas. Aqueles que terminarem em 34º lugar ou posições inferiores não se classificam. Os doze pilotos mais rápidos de sábado participam de uma segunda sessão de classificação, onde os seis primeiros avançam para o Fast Six. A ordem de classificação baseia-se nos tempos da sessão de sábado, do mais lento ao mais rápido. Mais uma vez, os tempos de sábado são apagados, e a cada piloto é dada apenas uma tentativa, em ordem definida do 7º ao 12º lugar. Os pilotos realizam uma saída de quatro voltas, e essa sessão fecha as posições das filas três e quatro, ou seja, do 7º ao 12º lugar, determinando quais seis pilotos disputarão a pole e terão uma tentativa final. O piloto mais rápido conquista a cobiçada pole position, e os outros cinco têm suas posições definidas com base em seus tempos.
Para cada tentativa, são permitidas duas voltas de aquecimento. Um membro da equipe deve estar posicionado na extremidade norte do autódromo e deve agitar uma bandeira verde para sinalizar o início da tentativa; caso contrário, a tentativa será cancelada. A tentativa pode ser cancelada a qualquer momento durante as quatro voltas, seja pela equipe, pelo piloto ou pelos oficiais da corrida (a corrida pode ser interrompida se for evidente que a tentativa não será rápida o suficiente para se classificar e o tempo estiver se esgotando). Se uma tentativa for interrompida após o início da corrida, essa tentativa conta e o tempo anterior continua sendo perdido, a menos que os oficiais da corrida decidam cancelar a tentativa devido ao tempo. As condições climáticas podem afetar a classificação e resultar em mudanças de formato de última hora.

### Histórico das médias horárias das poles position
| Ano  | Barreira                      | Piloto           | Velocidade           | Velocidade           | Notas                                                                                           |
| Ano  | Barreira                      | Piloto           | (MPH)                | (KM/H)               | Notas                                                                                           |
| 1911 | N/A                           | Lewis Strang     | Sem volta registrada | Sem volta registrada | 1º ano, ordem determinada pela entrada                                                          |
| 1915 | 90 miles per hour (140 km/h)  | Howdy Wilcox     | 98,90                | 159,16               | 1º ano com grid determinado pela velocidade da classificação                                    |
| 1919 | 100 miles per hour (160 km/h) | René Thomas      | 104,780              | 168,627              |                                                                                                 |
| 1925 | 110 miles per hour (180 km/h) | Leon Duray       | 113,196              | 182,171              |                                                                                                 |
| 1927 | 120 miles per hour (190 km/h) | Frank Lockhart   | 120,100              | 193,282              |                                                                                                 |
| 1939 | 130 miles per hour (210 km/h) | Jimmy Snyder     | 130,138              | 209,437              |                                                                                                 |
| 1954 | 140 miles per hour (230 km/h) | Jack McGrath     | 141,033              | 226,971              | Motor com composto químico nitrometano então legal                                              |
| 1962 | 150 miles per hour (240 km/h) | Parnelli Jones   | 150,370              | 241,997              | Nos anos 60, Indianapolis Motor Speedway ganhou uma camada de asfalto                           |
| 1965 | 160 miles per hour (260 km/h) | A.J. Foyt        | 161,233              | 259,479              |                                                                                                 |
| 1968 | 170 miles per hour (270 km/h) | Joe Leonard      | 171,559              | 276,097              | Carro com motor turbo.                                                                          |
| 1972 | 180 miles per hour (290 km/h) | Bobby Unser      | 195,940              | 315,335              | Aumentou 17 mph (27 km/h) no recorde da média horária da pole position, maior margem até à data |
| 1972 | 190 miles per hour (310 km/h) | Bobby Unser      | 195,940              | 315,335              | Aumentou 17 mph (27 km/h) no recorde da média horária da pole position, maior margem até à data |
| 1978 | 200 miles per hour (320 km/h) | Tom Sneva        | 202,156              | 325,339              | Quebrou a barreira da classificação acima das 200 miles per hour (320 km/h) em 1977             |
| 1984 | 210 miles per hour (340 km/h) | Tom Sneva        | 210,029              | 338,009              |                                                                                                 |
| 1989 | 220 miles per hour (350 km/h) | Rick Mears       | 223,885              | 360,308              |                                                                                                 |
| 1992 | 230 miles per hour (370 km/h) | Roberto Guerrero | 232,482              | 374,144              |                                                                                                 |

- Durante treinos, Bill Vukovich II fez sua primeira volta a 185,797 mph (299,011 km/h), para definir o recorde da pista de uma volta e foi o primeiro piloto a quebrar a barreira de 180 km/h (290 km/h). Ele, no entanto, teve problemas na sua segunda volta e não foi concluída as quatro voltas. Posteriormente, Joe Leonard classificou-se numa média horária de quatro voltas de 185,223 mph (298,088 km/h) com média horária das quatro voltas de 180 miles per hour (290 km/h). Mais na frente, no entanto, Bobby Unser classificou-se ainda mais rápido, consegue média horária de mais de 190 mph (310 km/h) e tornou-se o pole position para quebrar a barreira de 180 mph (290 km/h) e 190 mph (310 km/h) na média horária das quatro voltas.

### Galeria do circuito oval das 500 Milhas de Indianápolis e doIndianapolis Motor Speedway

Traçado do circuito oval, sem as reformas para abrigar um circuito/layout misto a partir de 2000 e iniciar mais um circuito/layout misto em 2008 com o intuito de abrigar eventos para motovelocidade e a própria IndyCar.
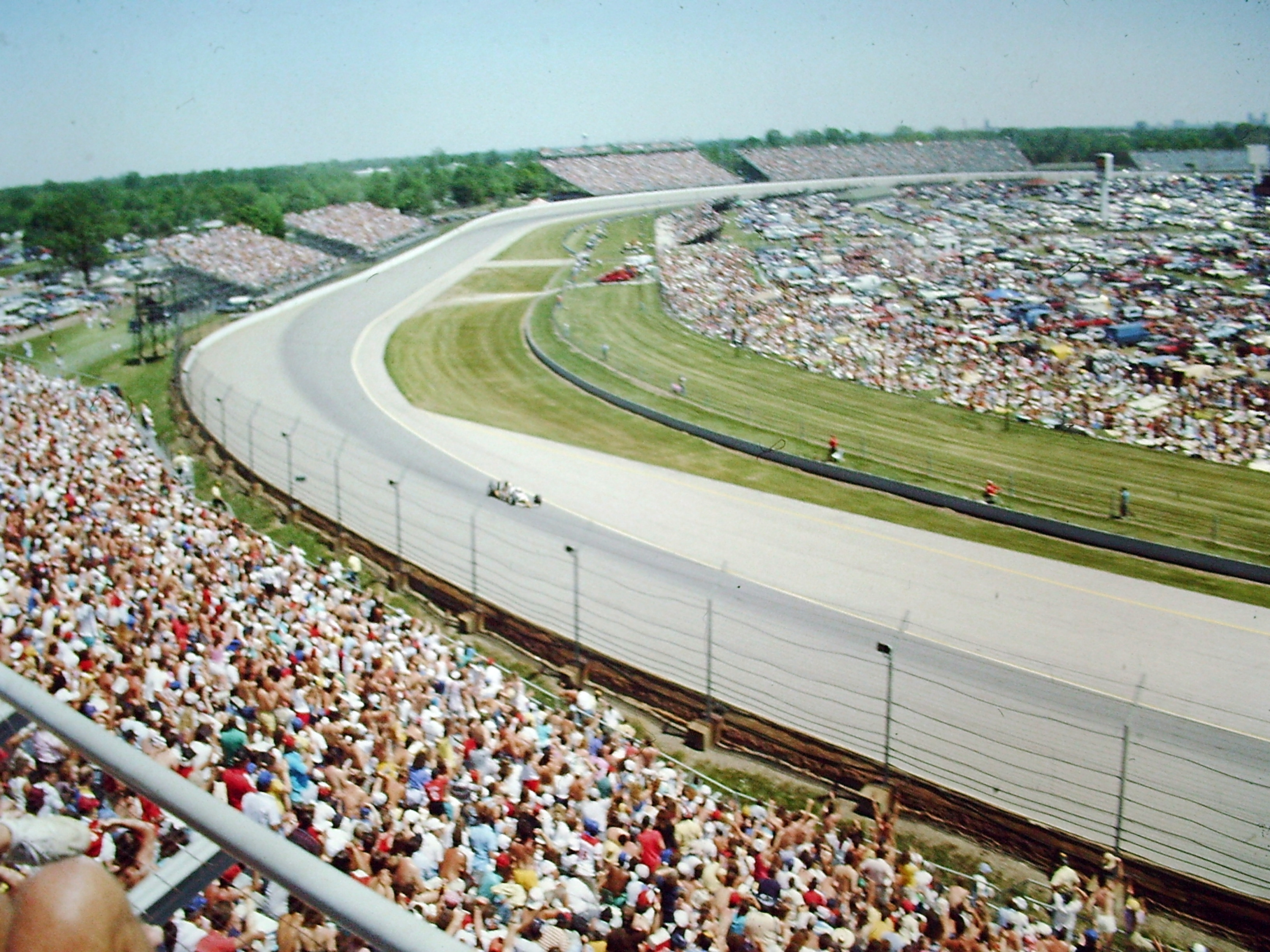
As 500 Milhas de Indianápolis de 1988.
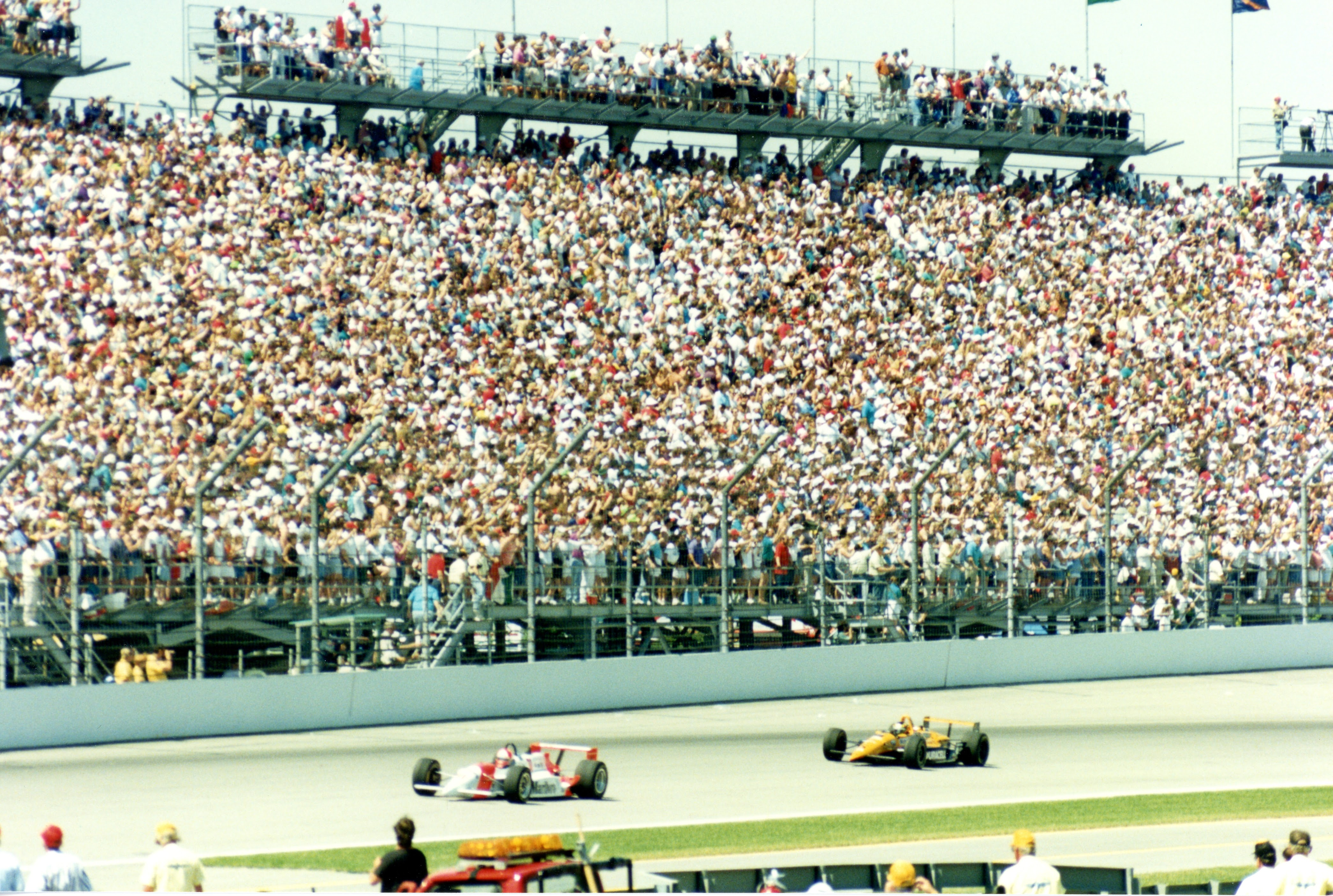
As 500 Milhas de Indianápolis em 1994.
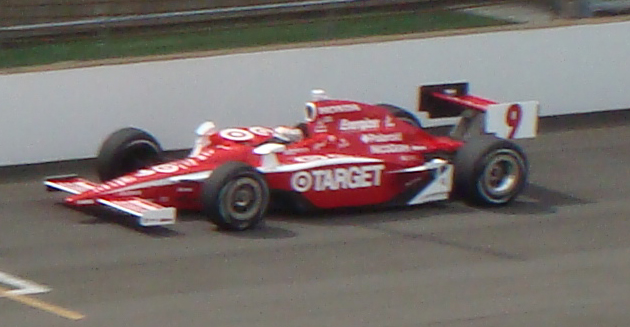
Scott Dixon, vencedor da Indy 500 de 2008 fez sua classificação para a pole.
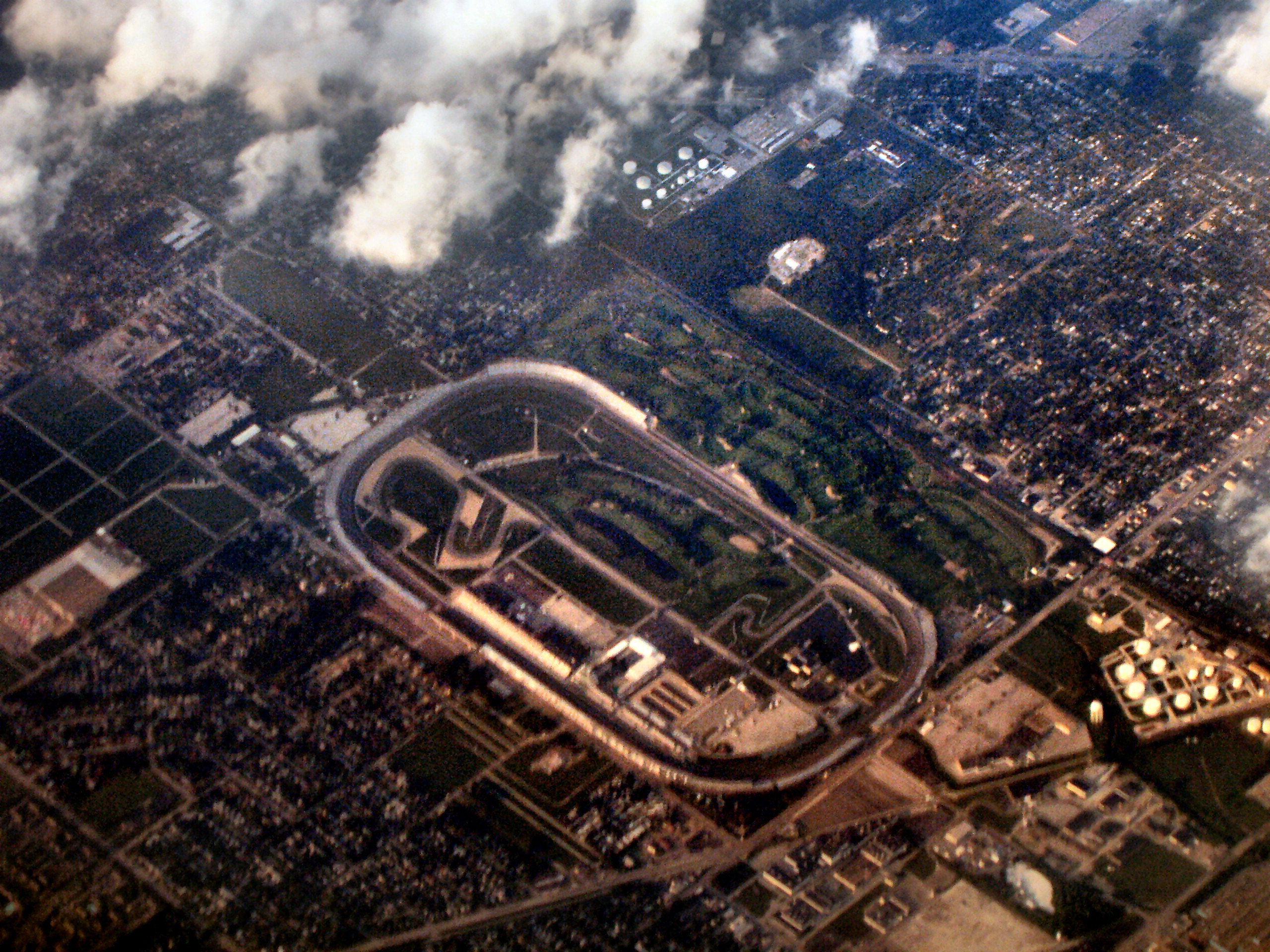
Imagem aérea do Indianapolis Motor Speedway, o nome oficial do circuito oval de Indianápolis.
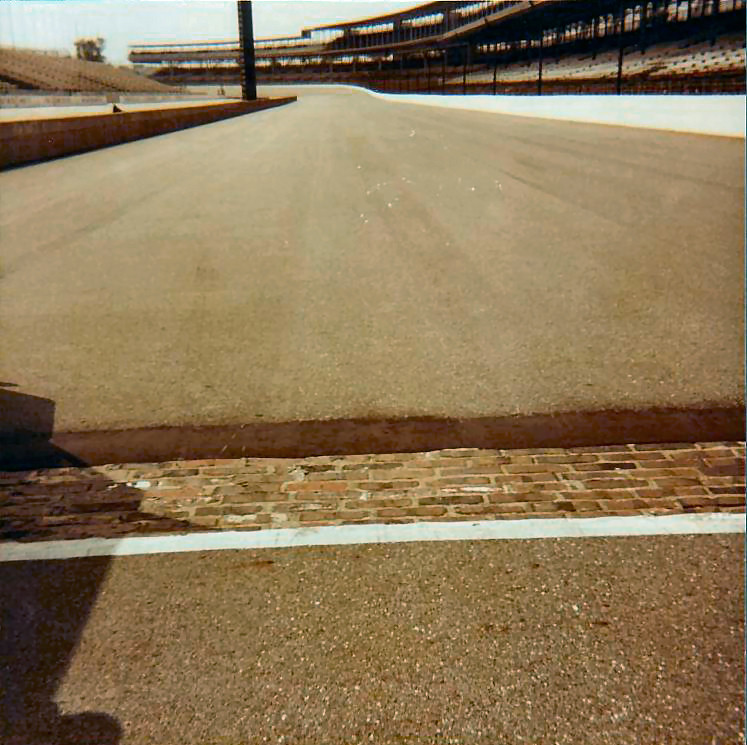
Linha de chegada, com a legendária faixa de tijolos; fazendo jus ao apelido de The Brickyard (terreno de tijolos) que recebeu.
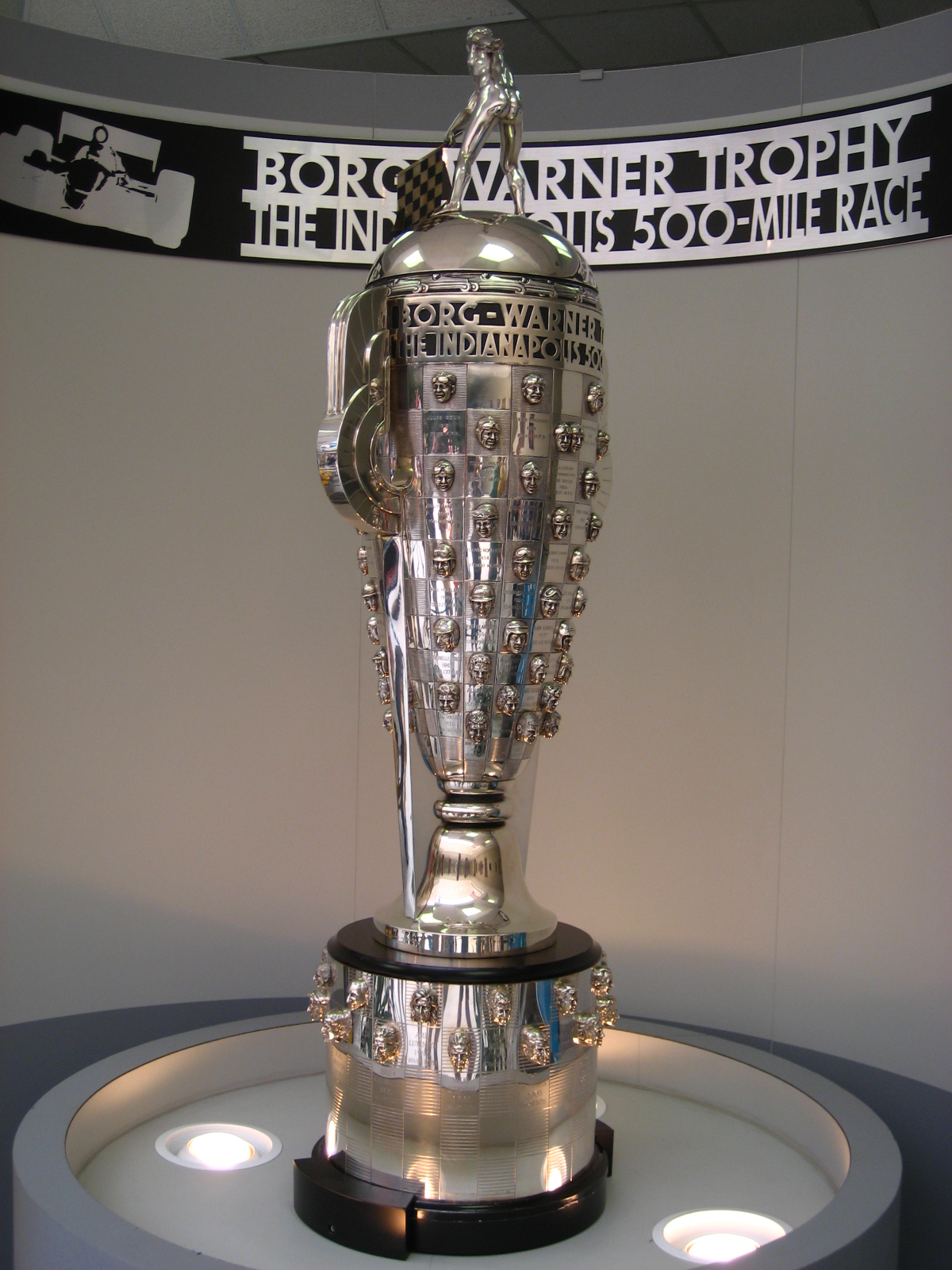
O tradicional Troféu Borg-Warner.
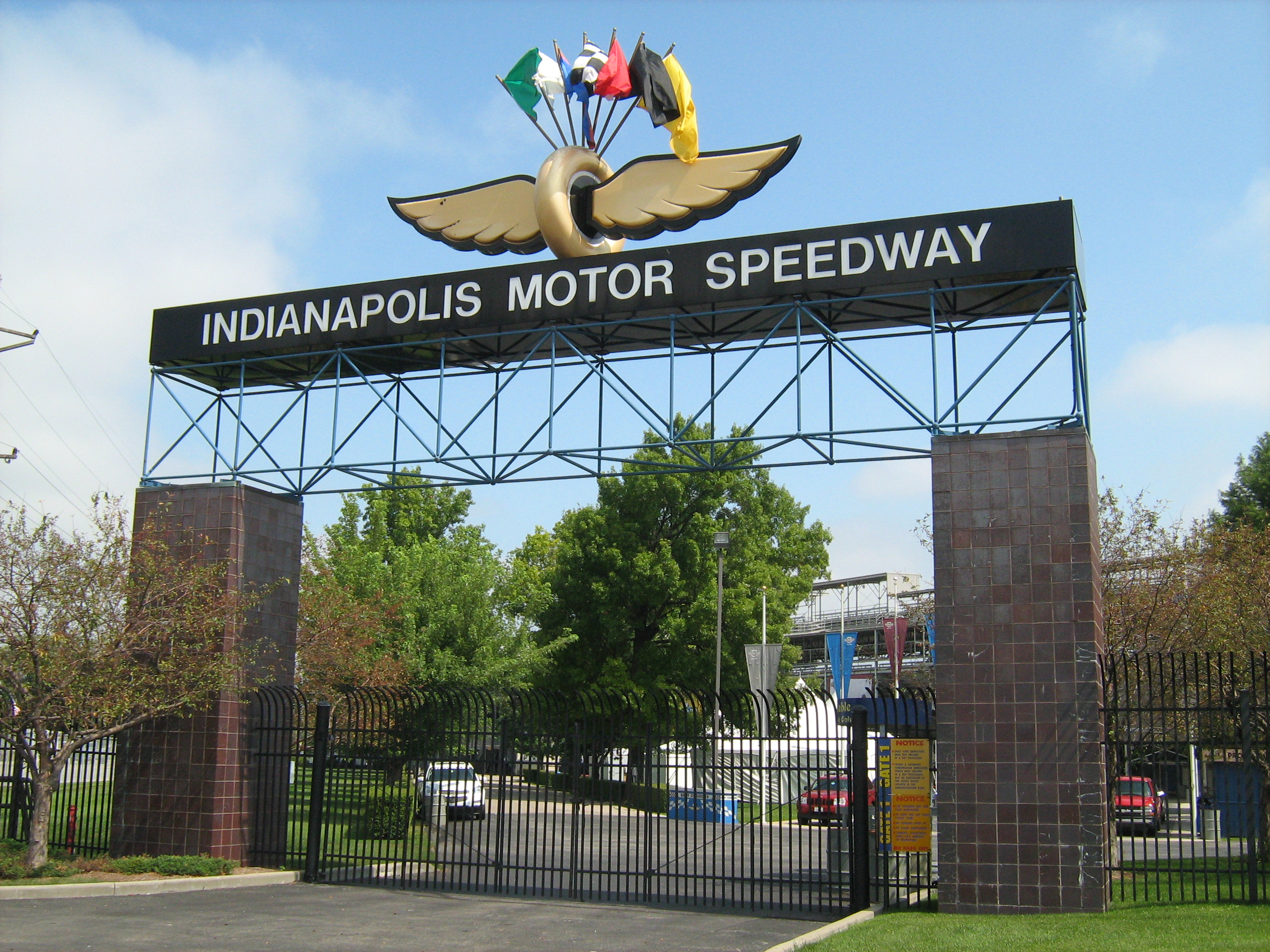
Portão principal do circuito oval.
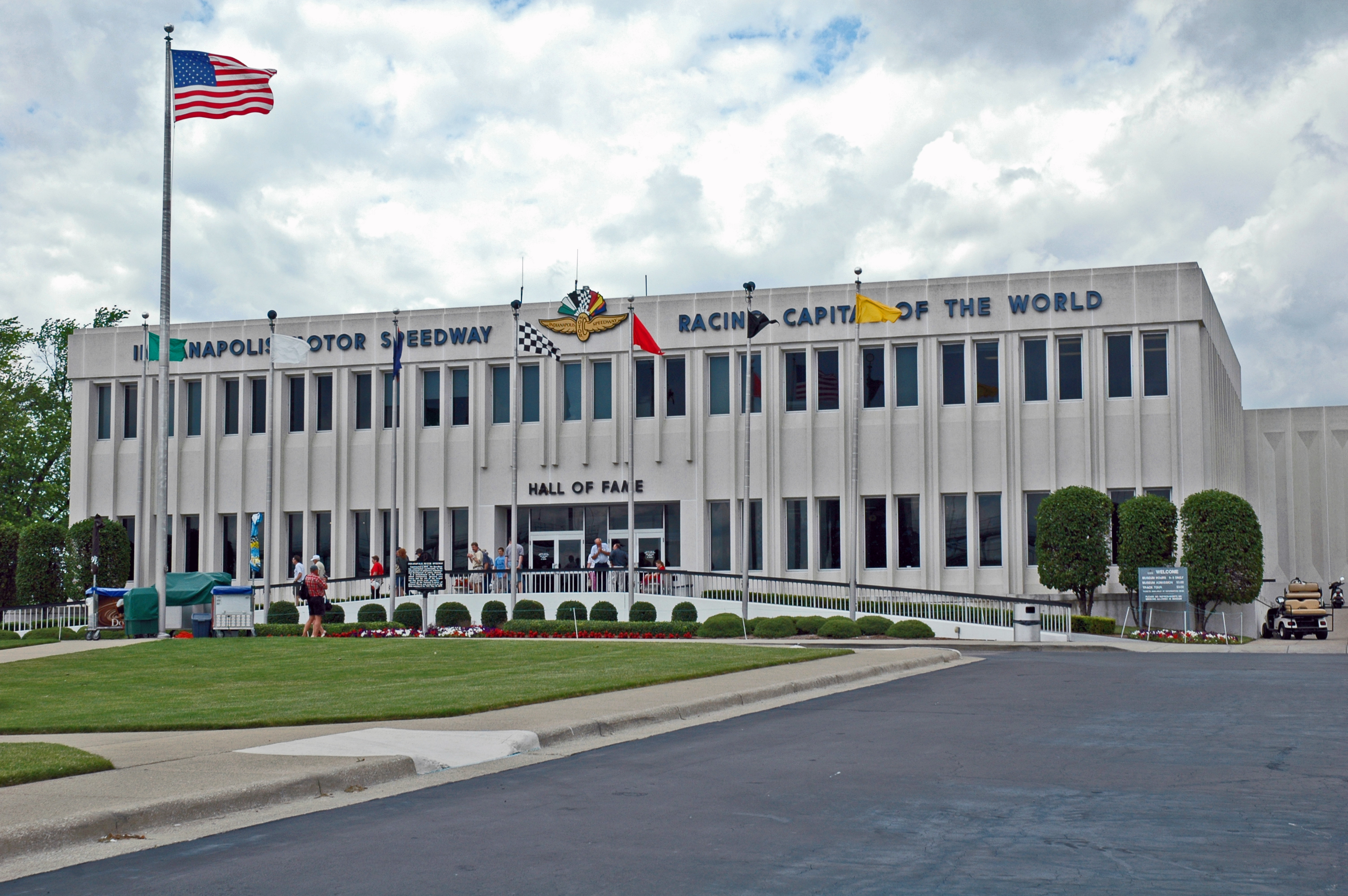
Prédio do Indianapolis Motor Speedway Hall of Fame Museum, no interior do Indianapolis Motor Speedway.

## Organização da corrida

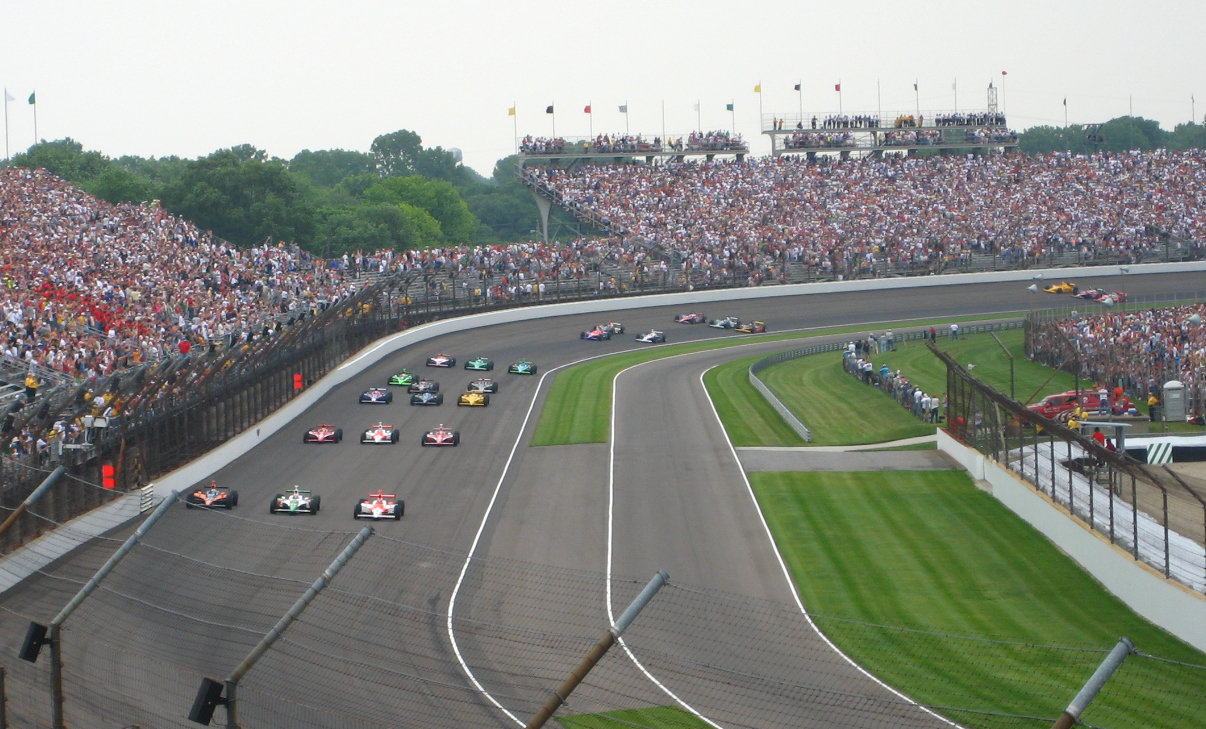
Início das 500 Milhas de Indianápolis de 2007

De 1911 até 1955, o evento fazia parte do Campeonato Nacional da Associação Automobilística Americana (em inglês:  American Automobile Association), mais conhecida como AAA. Após as consequências da tragédia de Le Mans em 1955, a AAA deixou de promover corridas. Tony Hulman, proprietário do circuito oval de Indianápolis, criou a United States Auto Club (USAC) e a Indy 500 passou a ser uma prova do campeonato nacional da USAC. A corrida também contava pontos — até 1960 — para a Fórmula 1, embora raramente pilotos do Campeonato Mundial da Fórmula 1 participassem, exceto Alberto Ascari.
Em 1979, os donos de equipes fundaram a Championship Auto Racing Teams (CART), que começou a promover seu próprio campeonato de monopostos. Anos mais tarde, a USAC deixou de promover corridas de monopostos americanos, embora continuasse a supervisionar as 500 Milhas de Indianápolis de 1956 a 1997, que rapidamente se juntou ao calendário de corridas da CART.
Tony George, presidente do oval de Indianápolis no início da década de 1990, anunciou planos para fundar um novo campeonato chamado Indy Racing League (IRL), com o objetivo de preservar a tradição dos circuitos ovais americanos e as especificações dos monopostos. O nome foi alterado para IndyCar Series no início da década de 2000. A IndyCar Series e a já renomeada Champ Car unificaram-se em 2008 em um único campeonato, que passou a ser chamado de IndyCar. Em 9 de novembro de 2019, Roger Penske (dono da Penske Racing, que compete na IndyCar Series) adquiriu o Indianapolis Motor Speedway, as 500 Milhas de Indianápolis e a IndyCar da família Hulman-George.

## História

### Os primeiros anos e a invenção doespelho retrovisor

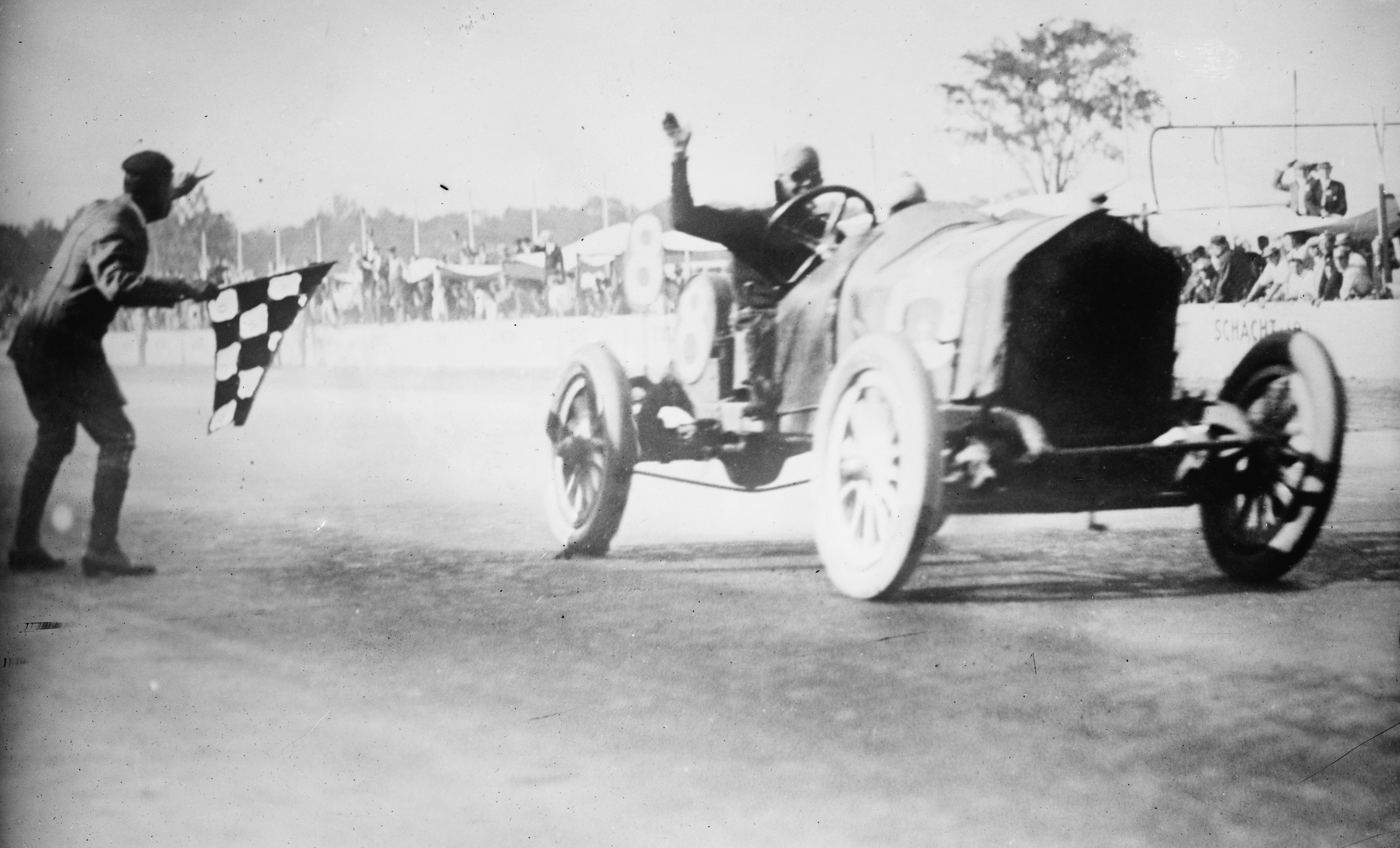
Prova de 1912.

As primeiras 500 Milhas de Indianápolis foram realizadas no dia 30 de maio de 1911, coincidentemente no Memorial Day, e foram vencidas pelo americano Ray Harroun, que pilotava um Marmon 32 Wasp. Esse carro era equipado com um espelho retrovisor, o que permitia a Harroun observar os concorrentes que vinham atrás dele sem desviar a atenção da corrida. Harroun foi declarado o vencedor, embora Ralph Mulford tenha protestado contra o resultado oficial. A primeira edição contou com a presença de 80.000 espectadores. Muitos consideraram a decisão de Harroun de correr sem um mecânico a bordo muito perigosa, uma vez que, na época, os carros geralmente competiam com duas pessoas.
Em 1912, o prêmio para o vencedor foi estabelecido em US$ 50.000. O grid de largada foi limitado a 33 carros, uma regra que permanece até hoje, e a presença de um mecânico a bordo tornou-se obrigatória. A segunda edição da corrida foi vencida por Joe Dawson, após a quebra do Mercedes de Ralph de Palma. Embora a primeira corrida tenha sido vencida por um piloto americano dirigindo um carro americano, fabricantes europeus, como a italiana Fiat e a francesa Peugeot, logo desenvolveram seus próprios veículos na tentativa de conquistar o evento, o que conseguiram entre 1912 e 1919. Após a Primeira Guerra Mundial, pilotos e fabricantes americanos retomaram o domínio na corrida. O engenheiro Harry Miller destacou-se como o mais competitivo dos construtores no pós-guerra, e seus avanços técnicos estabeleceram uma história de sucesso que perdurou até meados dos anos 1970.
Em 1946, o cantor de ópera e entusiasta do automobilismo James Melton cantou pela primeira vez "(Back Home Again in) Indiana" a pedido de Tony Hulman, presidente do IMS na época. Essa tradição continua até hoje e, desde 1972, a canção foi interpretada pelo ator e cantor Jim Nabors até as 500 Milhas de Indianápolis de 2014.

### MillereOffenhauser

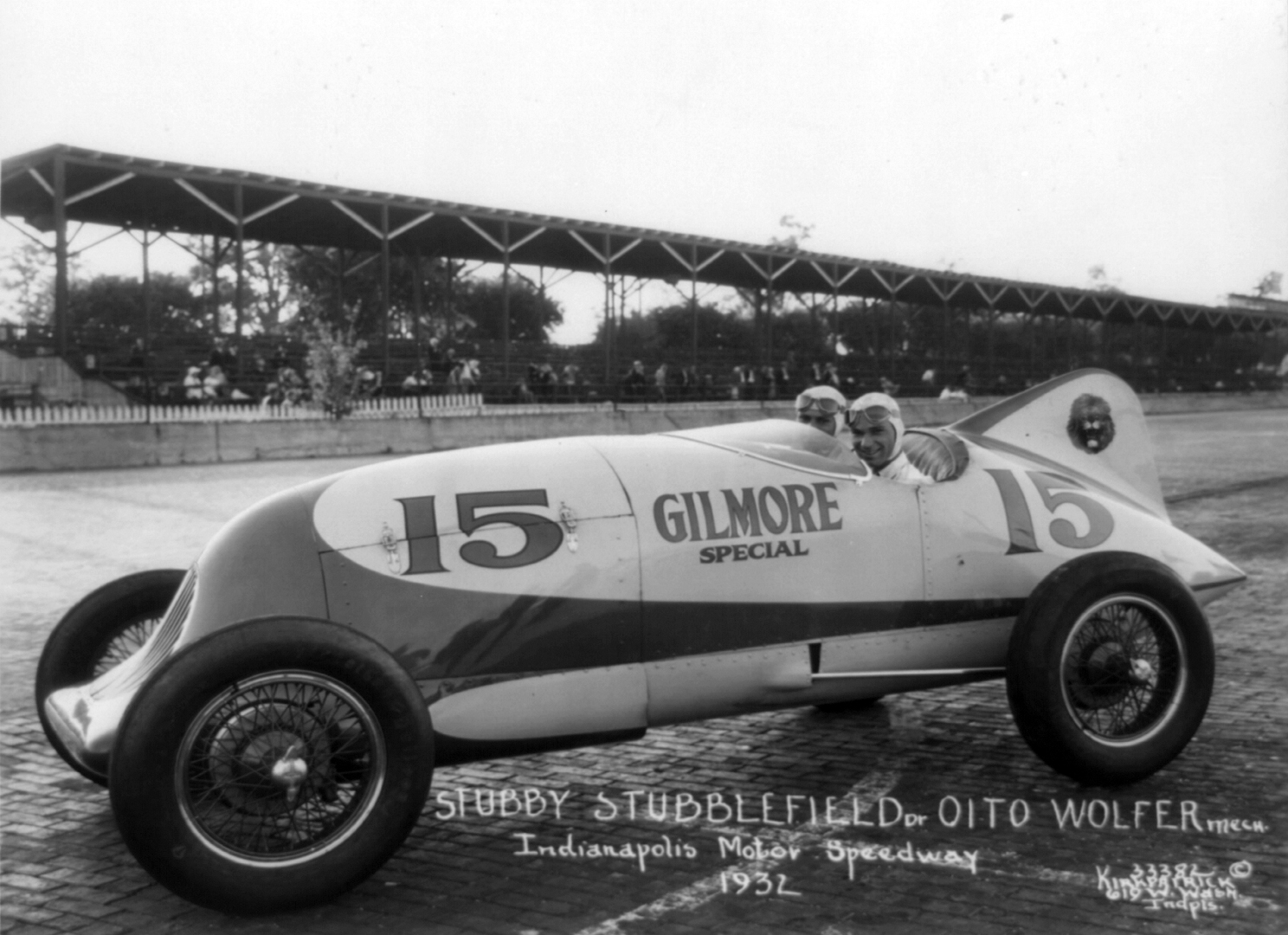
Carro de 1932.

Seguindo o regulamento europeu, as cilindradas foram limitadas a 3.000 cc durante o período de 1920 a 1922, a 2.000 cc de 1923 a 1925 e a 1.490 cc de 1926 a 1929. A corrida de 1920 foi vencida por Gaston Chevrolet em um Frontenac, preparado por seus irmãos e equipado com um motor de oito cilindros, que lhe garantiu a vitória nas 500 Milhas de Indianápolis. Para a edição de 1923, as regras mudaram, e a presença de um co-piloto, que desempenhava a função de mecânico a bordo, não era mais necessária. Em 1924, um carro com supercompressor venceu a corrida. Em 1925, Pete DePaolo tornou-se o primeiro a ganhar uma corrida com uma média de 100 miles per hour (160 km/h), alcançando uma velocidade de 101,13 miles per hour (162,75 km/h).
No início da década de 1920, Harry Miller construiu seu próprio motor de 3,0 litros (183 in³), inspirado no motor de um Peugeot Grand Prix, que tinha sido atendido em sua loja por Fred Offenhauser em 1914. Esse motor foi colocado no Duesenberg de James Anthony Murphy, permitindo-lhe vencer a edição de 1922 da Indianapolis 500. Miller, então, criou seus próprios automóveis, que compartilhavam a designação "Miller", e que eram equipados com versões sobrealimentadas de seus motores de 1,5 e 2,0 litros (122 e 91 in³), vencendo quatro corridas até 1929 (dois deles, em 1926 e 1928, em chassis de Miller). Os motores Miller impulsionaram outros sete vencedores até 1938 (dois deles, em 1930 e 1932, em chassis de Miller), e foram os primeiros a se adaptarem a esse tipo de motor antes de serem posteriormente ajustados à fórmula internacional de 3,0 litros.

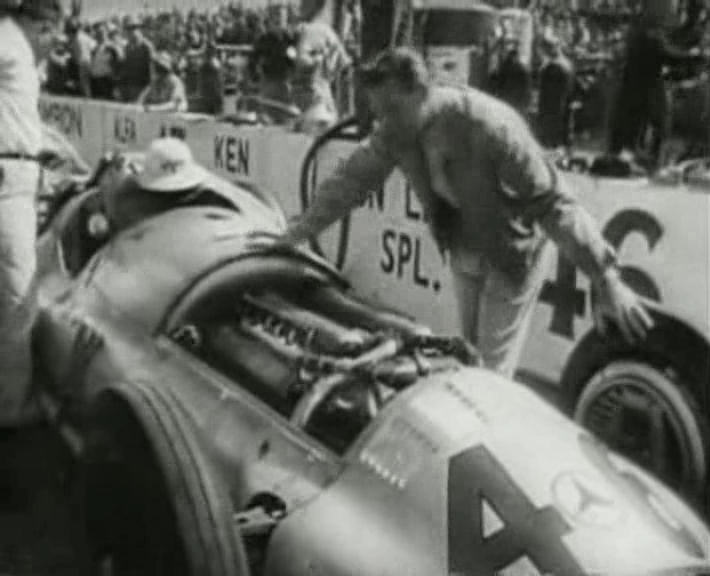
Mercedes-Benz W154 inscrito por Don Lee na Indianapolis 500 de 1947 com Duke Nalon como piloto

Após a compra do circuito oval em 1927, Eddie Rickenbacker proibiu o uso de supercompressor e elevou o limite de deslocamento para 6.000 cc, além de reintroduzir o conceito de cavalo mecânico.
Em 1935, ex-funcionários de Miller, Fred Offenhauser e Leo Goosen, conquistaram a primeira vitória com o brevemente famoso motor Offenhauser, de quatro cilindros, conhecido como "Offy". Esse motor está eternamente associado à história do Brickyard, com um total de 27 vitórias registradas até 2015, tanto em versões naturalmente aspiradas quanto com supercompressor, estabelecendo um recorde de 18 anos consecutivos de vitórias entre 1947 e 1964.

### Incursão europeia e suas conexões com a Fórmula 1

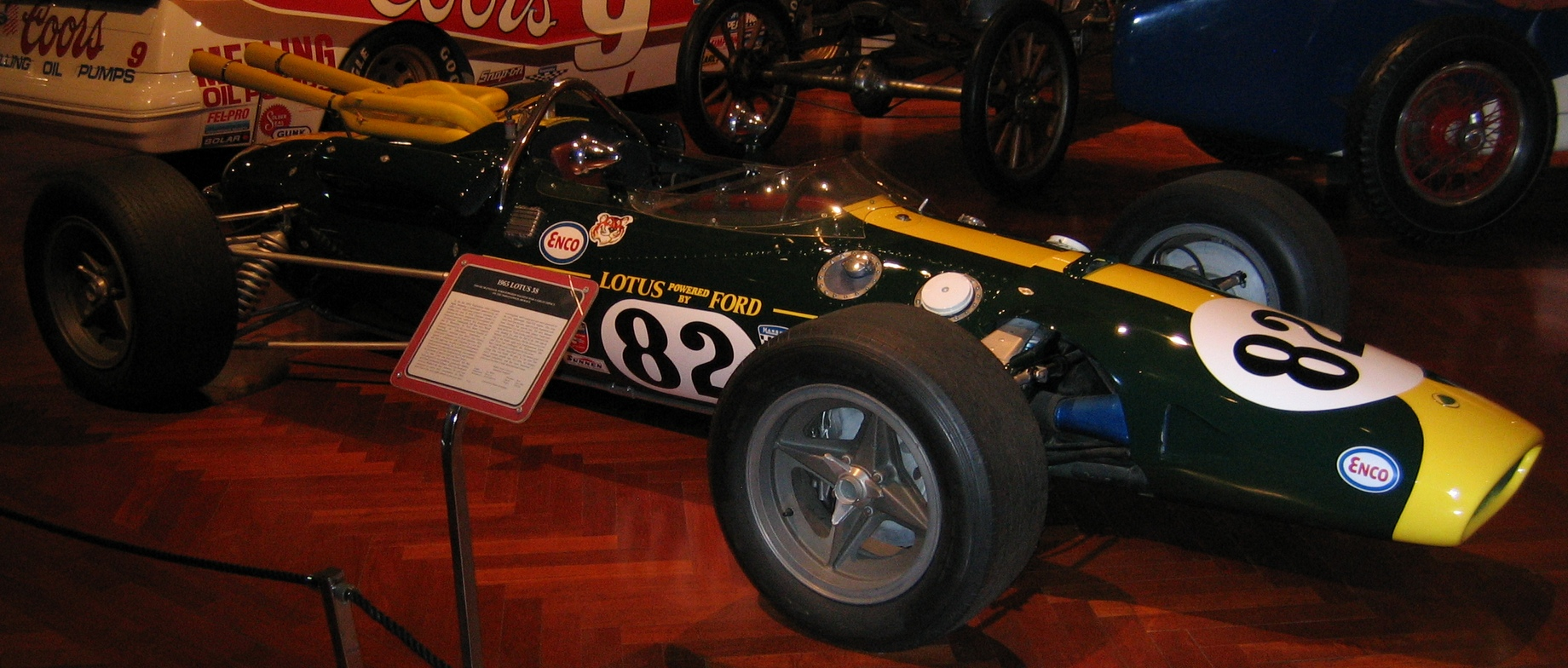
de Fórmula 1 vencedora das 500 Milhas de Indianápolis de 1965.

Depois de quase duas décadas de ausência, os fabricantes europeus retornaram a Indianápolis pouco antes da Segunda Guerra Mundial. Esse breve retorno incluiu a participação da Maserati 8CTF, que permitiu a Wilbur Shaw tornar-se o primeiro piloto a vencer consecutivamente a corrida em 1939 e 1940. A Indianapolis 500 foi parte do calendário da Fórmula 1 entre 1950 e 1960, e a Ferrari fez uma aparição discreta no evento de 1952 com Alberto Ascari, um dos poucos europeus a participar da prova nesse período. Entretanto, as inscrições de pilotos europeus foram escassas durante esses anos. Entre os pilotos da Fórmula 1 que correram em Indianápolis estava o lendário automobilista argentino Juan Manuel Fangio, que, no entanto, não conseguiu se classificar para a corrida de 1958.
Após a retirada da prova das 500 Milhas de Indianápolis do calendário da Fórmula 1 em 1960, as inscrições europeias voltaram. O bicampeão mundial de Fórmula 1, Jack Brabham, competiu com um Cooper ligeiramente modificado na 500 Milhas de Indianápolis de 1961.
Em 1963, Colin Chapman trouxe a Team Lotus para Indianápolis pela primeira vez, atraído pelos altos prêmios, muito maiores do que os habituais em eventos europeus. Correndo com um carro de motor central, o escocês Jim Clark ficou em segundo lugar em sua primeira tentativa em 1963, vencida por Parnelli Jones. Na corrida seguinte, em 1964, Clark dominou até sofrer uma falha de suspensão na volta 47. Em 1965, ele finalmente conquistou a vitória, interrompendo o domínio do motor Offenhauser e garantindo o sucesso do motor V8 de 4,2 litros da Ford. Nas 500 Milhas de Indianápolis de 1966, mais uma vitória britânica foi registrada, desta vez com Graham Hill em um Lola-Ford.
A Offenhauser também se uniu a um fabricante europeu, a McLaren, conquistando três vitórias: a primeira com Roger Penske em 1972, com o piloto Mark Donohue, e duas com a própria McLaren em 1974 e 1976, com Johnny Rutherford. Esta foi a última vez que a Offenhauser venceu a corrida, pois sua competitividade diminuiu progressivamente até sua última aparição em 1983.
Embora os pilotos americanos tenham sido maioria nas inscrições no Brickyard durante os anos seguintes, a tecnologia europeia estava presente nas 500 milhas. A partir de 1978, a maioria dos chassis e motores eram de origem europeia, com os únicos chassis baseados nos EUA a vencer durante a era CART sendo o Wildcat e o Galmer (construído em Bicester, Inglaterra) em 1982 e 1992, respectivamente. Os motores Ford e Chevrolet eram fabricados no Reino Unido pela Cosworth e Ilmor, respectivamente.
Teo Fabi foi o último piloto em atividade na Fórmula 1 a competir nas 500 Milhas de Indianápolis no ano de 1984. O próximo piloto ativo da Fórmula 1 a participar da Indy 500 foi o espanhol Fernando Alonso, nas 500 Milhas de Indianápolis de 2017.

### O troféu Borg Warner

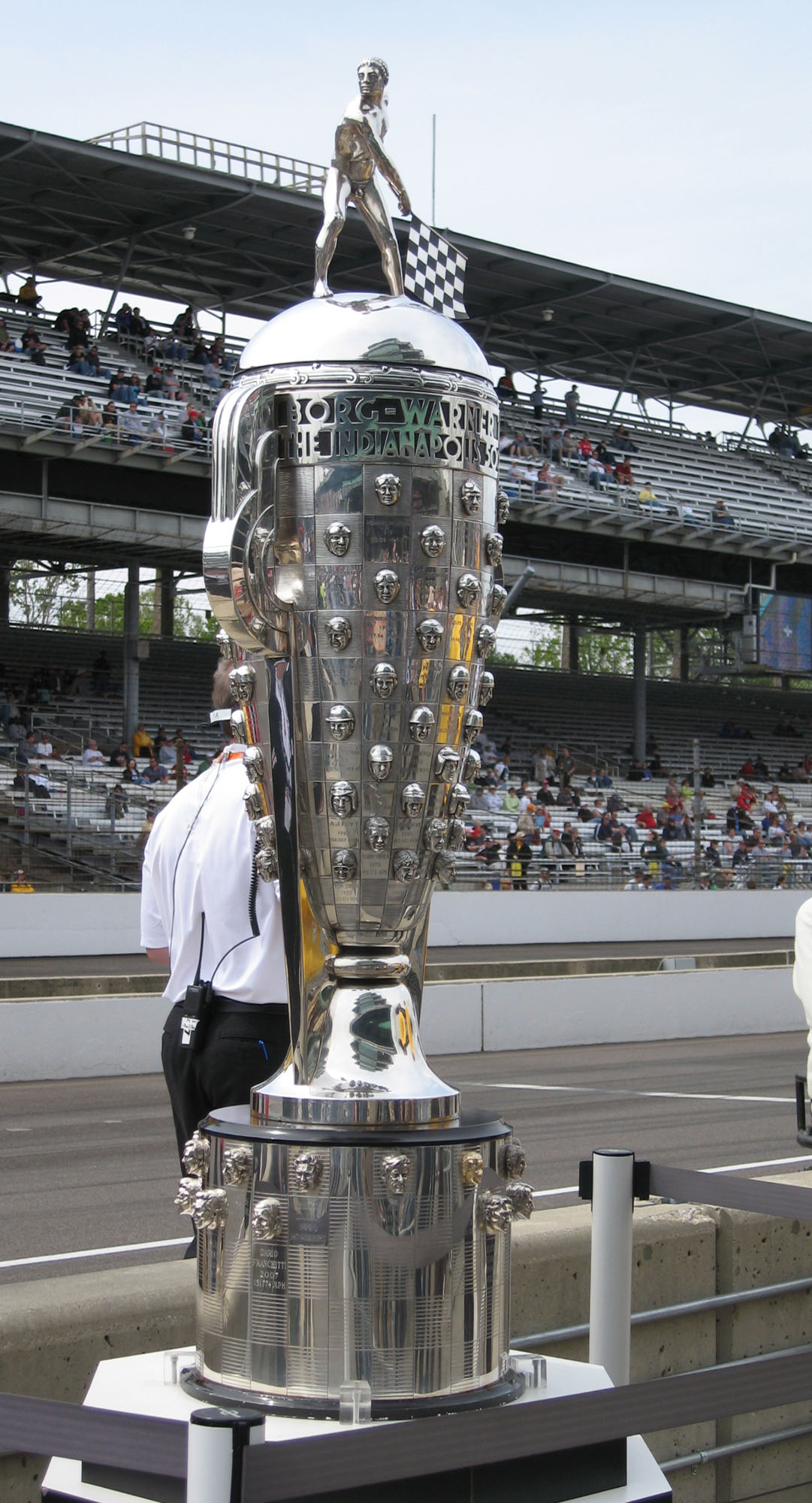
O Troféu Borg-Warner, apresentado aos vencedores da Indy 500 no círculo da vitória e fica em exposição permanente no Hall of Fame Museum.

É um dos troféus mais cobiçados do mundo do esporte a motor, que é atribuído ao vencedor de cada 500 milhas de Indianápolis, desde 1936, que o recebe no círculo da vitória (chamado na língua inglesa de Winner's Circle, em tradução livre)/Victory Lane feito para abrigar piloto e a equipe vencedores do evento, em alusão às corridas de cavalos — então sem a cerimônia do pódio. A iniciativa foi feita pela empresa Borg-Warner um ano antes e foi apresentada em um jantar para Eddie Rickenbacker, declarou oficialmente o troféu como um desafio de glória e tradição para o vencedor do evento lendário. É feito em prata e a originalidade desta obra de arte é que sua superfície é gravada todas as faces dos vencedores da mítica corrida e suas respectivas médias horárias desde a primeira edição.
É o mais antigo troféu do esporte a motor, inclusive Louis Meyer (que foi o primeiro a receber o troféu) compará-lo com a medalha olímpica. Juntamente com o Troféu Borg-Warner, o vencedor recebe um cheque de um montante que não é muito comum. Emerson Fittipaldi foi o primeiro a superar a barreira dos US$ 1 milhão em 1989. Nas 500 Milhas de Indianápolis de 2017, o montante chegava aos US$ 2 milhões e 458 mil dólares aproximadamente.

### A garrafa deleite

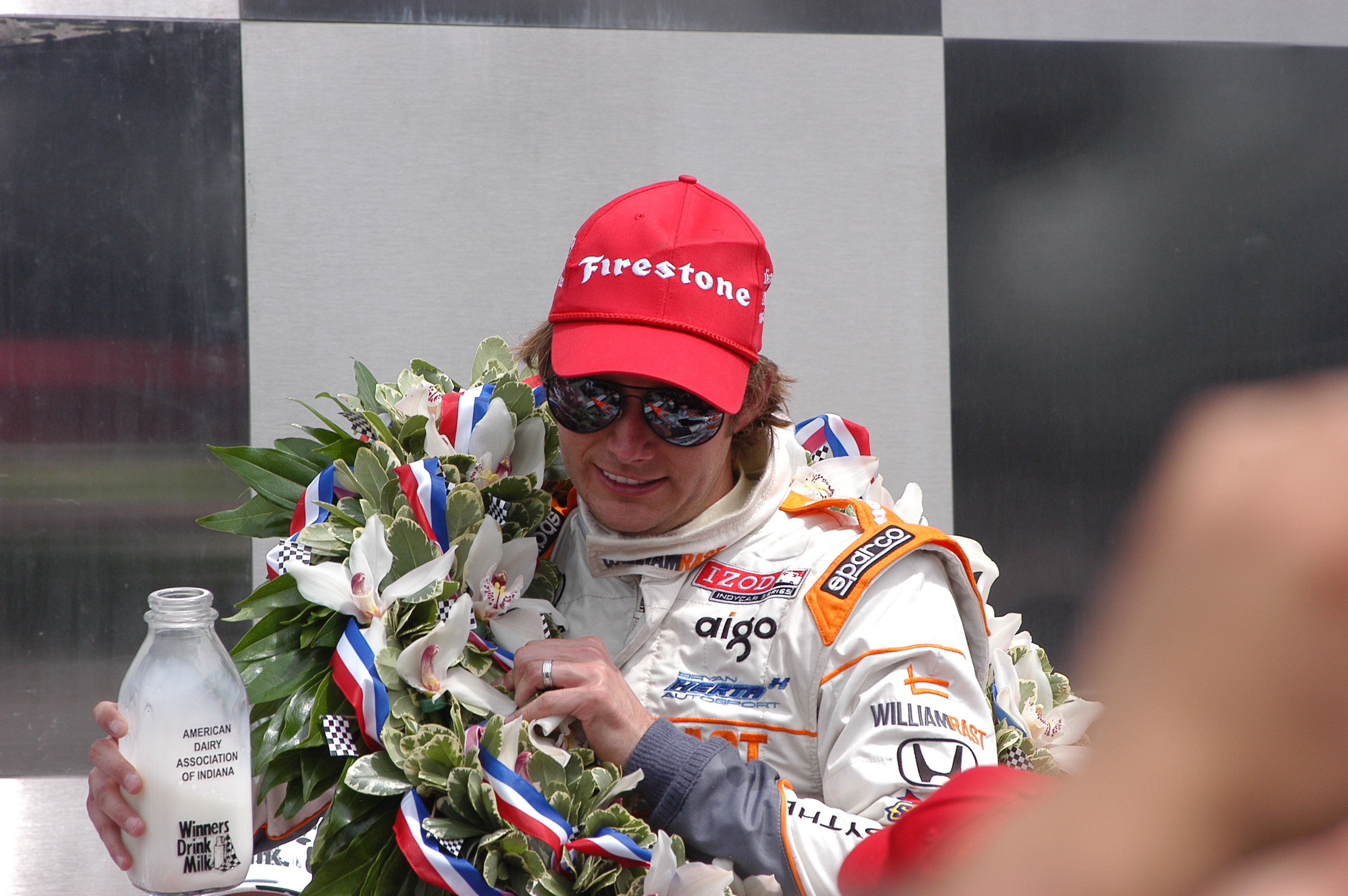
O vencedor das 500 Milhas de Indianápolis de 2011 Dan Wheldon segurando a garrafa de leite.

O piloto Louis Meyer foi o primeiro a vencer em sua estreia na corrida, com exceção da primeira edição, e também o primeiro a conquistar a trilogia de vitórias. Ao cruzar a linha de chegada em seu segundo prêmio, ele pediu um copo de leite para comemorar o triunfo. Em 1936, ao repetir a vitória, Meyer voltou a solicitar um copo de leite, mas recebeu uma garrafa de leite (uma prática comum no sul dos Estados Unidos). Um fotógrafo habilidoso imortalizou o momento em que ele bebia da garrafa com dois dedos, enquanto os outros três dedos estavam abertos em alusão às suas três vitórias.
Um executivo da empresa leiteira local viu uma oportunidade de marketing na imagem, e esse ato foi repetido nos anos seguintes. Com exceção de um período entre 1947 e 1955, em que aparentemente o leite não era oferecido, a prática foi reavivada em 1956 e perdura até os dias atuais, com a exceção da corrida de 1993. Naquele ano, Emerson Fittipaldi, vencedor da edição, pediu que lhe dessem suco de laranja, pois estava investindo na exportação desse produto para os Estados Unidos. A troca do leite pelo suco de laranja foi tão mal vista em Indianápolis que seu chefe, Roger Penske, obrigou-o a beber ao menos um gole do tradicional leite.

### O início da inscrição de mulheres na Indy 500
As mulheres que se inscreveram nas 500 Milhas de Indianápolis incluem Janet Guthrie (1977–1979, a primeira), Desiré Wilson, Amber Furst, Lyn St. James, Sarah Fisher, Danica Patrick, Milka Duno, Ana Beatriz "Bia" Figueiredo, Pippa Mann, Simona de Silvestro e Katherine Legge, algumas pilotas que se tornaram estrelas.
Nas 500 Milhas de Indianápolis de 2009, três mulheres se classificaram: as americanas Sarah Fisher e Danica Patrick, além da venezuelana Milka Duno. A famosa frase do automobilismo Gentlemen, start your engines! ("Senhores: liguem seus motores") foi modificada para Ladies and Gentlemen, start your engines! ("Senhoras e Senhores: liguem seus motores").
Maior número de largadas
- 9 largadas: Sarah Fisher (2000–2004, 2007–2010)
- 8 largadas: Danica Patrick (2005–2011, 2018)
- 7 largadas: Lyn St. James (1992–1997, 2000)

Melhor posição de largada
- Danica Patrick largou em 4º lugar (2005) e em 5º lugar (2008)
- Lyn St. James largou em 6º lugar (1994)
- Sarah Fisher largou em 9º lugar (2002)

Melhor resultado
- Danica Patrick (3º lugar em 2009, 4º lugar em 2005, 6º lugar em 2006)
- Janet Guthrie (9º lugar em 1978)

Maior número de inscritas em uma corrida
- 4 inscritas na corrida de 2010: Danica Patrick, Sarah Fisher, Ana Beatriz, Simona de Silvestro
- 4 inscritas na corrida de 2011: Danica Patrick, Ana Beatriz, Simona de Silvestro, Pippa Mann
- 4 inscritas na corrida de 2013: Simona de Silvestro, Ana Beatriz, Pippa Mann, Katherine Legge
- 3 inscritas na corrida de 2009: Sarah Fisher, Danica Patrick e Milka Duno

Vencedoras femininas do título 'Rookie of the Year' nas 500 Milhas de Indianápolis
- Lyn St. James (1992)
- Danica Patrick (2005)
- Simona de Silvestro (2010)

### Sobre a inscrição de pilotos afro-americanos nas 500 Milhas de Indianápolis
A partir da década de 1990 e na década de 2000, houve inscrições de pilotos afro-americanos competindo nas 500 Milhas de Indianápolis. O piloto Willy T. Ribbs foi o primeiro a testar um carro de Fórmula 1 e a se classificar nas 500 Milhas de Indianápolis nos anos de 1991 e 1993, competindo na CART. Na década de 2000, o piloto George Mack também classificou seu carro na corrida das 500 Milhas de Indianápolis de 2002.

### História recente das 500 Milhas de Indianápolis

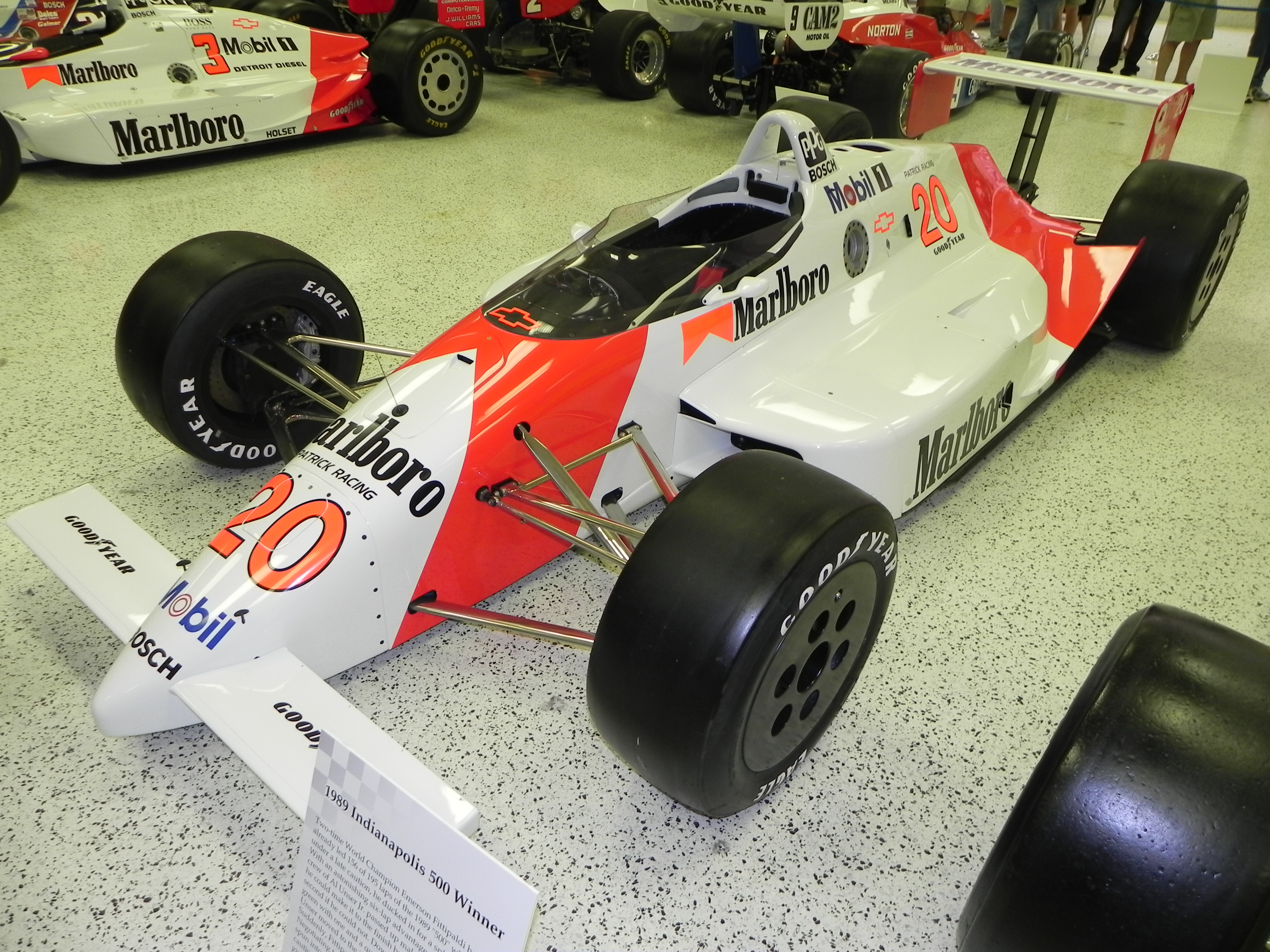
Carro de Emerson Fittipaldi, vencedor da corrida de 1989.

Até o fim da década de 1980, os vencedores das 500 Milhas de Indianápolis, tanto na AAA quanto na USAC e na CART, eram predominantemente pilotos americanos. No entanto, a partir desse período, pilotos estrangeiros, em sua maioria europeus e latino-americanos, começaram a competir nos Estados Unidos, como é o caso do italiano Teo Fabi e do colombiano Roberto Guerrero.
Na Indy 500 de 1989, o brasileiro Emerson Fittipaldi, bicampeão mundial de Fórmula 1, sagrou-se vencedor após uma disputada corrida contra Al Unser Jr.. Em 1990, o holandês Arie Luyendyk venceu a prova, estabelecendo na ocasião a velocidade média mais alta da Indy 500 até aquele momento, com 185,981 miles per hour (299,307 km/h) — um recorde que seria superado em 2013. Em 1997, a corrida passou a ser organizada pela IRL.
O britânico Nigel Mansell, campeão da Fórmula 1 em 1992, competiu nas temporadas de 1993 e 1994 da CART, vencendo o campeonato em 1993. Na Indy 500 de 1993, sua inexperiência em relargadas em circuitos ovais o fez perder a liderança para Emerson Fittipaldi, que venceu a corrida pela segunda vez. Em 1994, Mansell abandonou a prova devido a uma colisão.
Entre 1996 e 2022, treze pilotos de origem europeia, asiática, oceânica ou latino-americana conquistaram as 500 Milhas de Indianápolis. Esses pilotos incluem o holandês Arie Luyendyk (1997), o sueco Kenny Bräck (1999), o colombiano Juan Pablo Montoya (2000 e 2015), o brasileiro Hélio Castroneves (2001, 2002, 2009 e 2021 — este último com o recorde de velocidade mais alta da história da Indy 500, a 306 km/h), o brasileiro Gil de Ferran (2003), o inglês Dan Wheldon (2005 e 2011), o escocês Dario Franchitti (2007, 2010 e 2012), o neozelandês Scott Dixon (2008), o brasileiro Tony Kanaan (2013, que deteve o recorde das 500 milhas de Indianápolis mais rápidas até ser superado por Hélio Castroneves em 2021), o japonês Takuma Sato (2017 e 2020), o australiano Will Power (2018), o francês Simon Pagenaud (2019) e o sueco Marcus Ericsson (2022).
Adicionalmente, nas cinco primeiras edições das 500 Milhas de Indianápolis, três automobilistas vencedores eram não-estadunidenses, o que demonstra que a presença de pilotos estrangeiros não se deve apenas ao campeonato da CART.
Em 2009, o circuito Indianapolis Motor Speedway deu início a uma "Era Centenária" para comemorar o 100º aniversário da abertura do circuito (1909) e o centésimo aniversário das primeiras 500 Milhas de Indianápolis (1911), com homenagens nostálgicas ao longo de todo o evento. Para celebrar a centésima edição das 500 Milhas de Indianápolis, a história e cronologia do evento foram exaltadas, atraindo até 350.000 espectadores no infield.

### Relação entre 500 Milhas de Indianápolis, 600 Milhas de Charlotte e a NASCAR

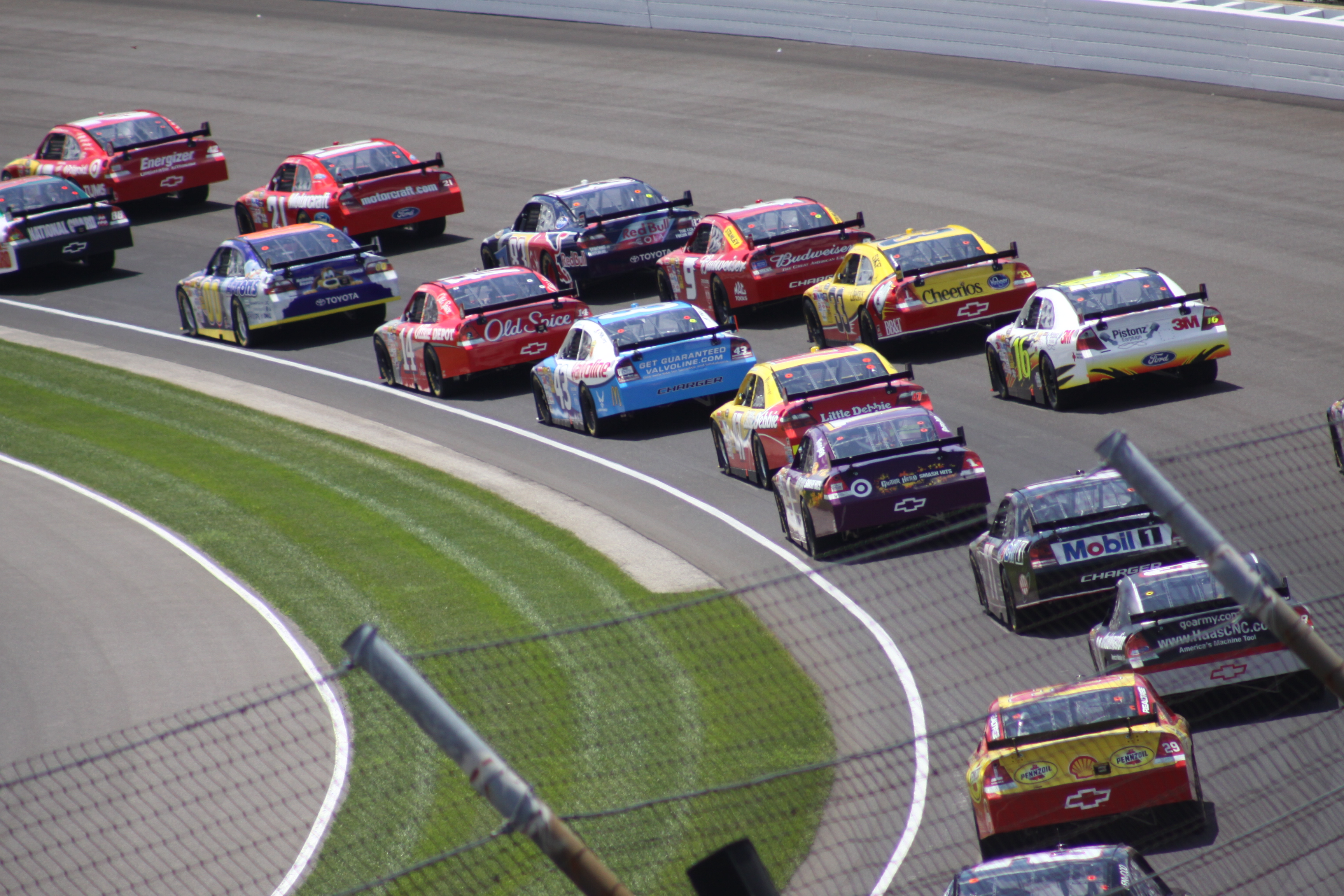
Veículos da NASCAR durante a prova Brickyard 400 no Indianapolis Motor Speedway.

Na década de 1960 e início dos anos 1970, as 500 Milhas de Indianápolis e a Coca-Cola 600 (também conhecidas como 600 Milhas de Charlotte) no Charlotte Motor Speedway eram realizadas em dias diferentes da semana. Alguns pilotos regulares da NASCAR, como Bobby Allison, Donnie Allison, Cale Yarborough e LeeRoy Yarbrough, participaram das duas corridas no mesmo ano. No entanto, entre 1974 e 1992, os dois eventos foram agendados para o mesmo dia e horário, impossibilitando a participação em ambos. Mesmo assim, alguns pilotos de stock car, como Neil Bonnett em 1979, tentaram se classificar para as 500 Milhas de Indianápolis, mesmo que isso significasse não participar de Charlotte.
Desde 1993, a corrida das 600 Milhas de Charlotte — oficialmente chamada de Coca-Cola 600 — foi programada para a noite do mesmo dia em que ocorrem as 500 Milhas de Indianápolis, criando um intervalo entre as duas provas. Após a conclusão da 500 Milhas de Indianápolis, pilotos pegavam aviões e helicópteros diretamente para a corrida da NASCAR. Pilotos como John Andretti, Davy Jones, Tony Stewart e Robby Gordon tentaram essa façanha, assim como Kurt Busch em 2014 e Kyle Larson nas 500 Milhas de Indianápolis de 2024 porém não teve largada em Charlotte pelo fato da Indy 500 ter sido postergada. Em 27 de maio de 2001, Tony Stewart se tornou o primeiro piloto a completar a distância combinada das duas corridas, totalizando 1.100 milhas (1.800 km) que é o chamado double duty(dupla jornada) no mesmo dia. O piloto completou as 200 voltas da Indy 500, terminando em quinto lugar pela Chip Ganassi Racing, e, em seguida, viajou cerca de 860 quilômetros até a Carolina do Norte para correr as 400 voltas da Coca-Cola 600, onde terminou em terceiro lugar pela Joe Gibbs Racing.
Em 2005, o início das 500 Milhas de Indianápolis foi adiado para 13:00 EDT, com o objetivo de aumentar a audiência televisiva. Essa mudança reduziu significativamente a janela de tempo disponível para um piloto competir em ambos os eventos no mesmo dia. Originalmente, a corrida era programada para as 11 da manhã EST ou meio-dia, e em 1911, os promotores estimaram que o evento levaria cerca de seis horas para ser concluído, a fim de evitar que terminasse muito perto do horário do jantar. Atualmente, a corrida é normalmente concluída em menos de três horas e meia. Em 2011, o Indianapolis Motor Speedway alterou o horário de início das Indy 500 para cerca de 12:15 EDT, reabrindo assim a possibilidade de viagem para os pilotos. Em 2014, estrelas da NASCAR sugeriram que poderiam competir tanto na Indy 500 quanto na corrida em Charlotte Motor Speedway no mesmo dia.
Dois pilotos, Mario Andretti e A. J. Foyt, venceram tanto as 500 Milhas de Indianápolis quanto as 500 Milhas de Daytona (conhecidas principalmente como Daytona 500). Foyt também conquistou as 24 Horas de Daytona e as 12 Horas de Sebring, além das 24 Horas de Le Mans. Já Andretti foi campeão mundial de Fórmula 1 em 1978 e venceu a corrida de 6 Horas de Daytona, além de ser três vezes vencedor de Sebring. Johnny Rutherford, vencedor das 500 Milhas de Indianápolis, também ganhou um Gatorade Duel. Em 2010, Chip Ganassi se tornou o primeiro proprietário de equipe a vencer tanto a Daytona 500 quanto as 500 Milhas de Indianápolis no mesmo ano, com Jamie McMurray vencendo as 500 Milhas de Daytona e Dario Franchitti triunfando nas 500 Milhas de Indianápolis.
Referente ao antigo Brickyard 400 (também conhecido como 400 Milhas de Brickyard), realizado no oval do Indianapolis Motor Speedway desde sua primeira edição em 1994, até 2014, um total de 18 pilotos competiu nas 400 Milhas de Brickyard e nas 500 Milhas de Indianápolis. Além disso, doze pilotos tentaram se classificar para ambas as corridas, mas não conseguiram se classificar em uma ou em ambas as competições. Na corrida inaugural de 1994, participaram dois vencedores das 500 Milhas de Indianápolis: A. J. Foyt e Danny Sullivan. Juan Pablo Montoya e Jacques Villeneuve são os únicos pilotos a disputarem a Indy 500, a Brickyard 400 e o Campeonato Mundial de Fórmula 1 (incluindo o Grande Prêmio dos Estados Unidos). Montoya detém o melhor desempenho combinado nas duas corridas, com duas vitórias na Indy 500 e um segundo lugar na Brickyard 400. Larry Foyt foi o primeiro piloto a competir em todas essas corridas, tendo participado das 400 Milhas de Brickyard; todos os demais, exceto A. J. Allmendinger e Kurt Busch, correram na Indianapolis 500 antes de priorizar a corrida na Brickyard 400.

## Denominações

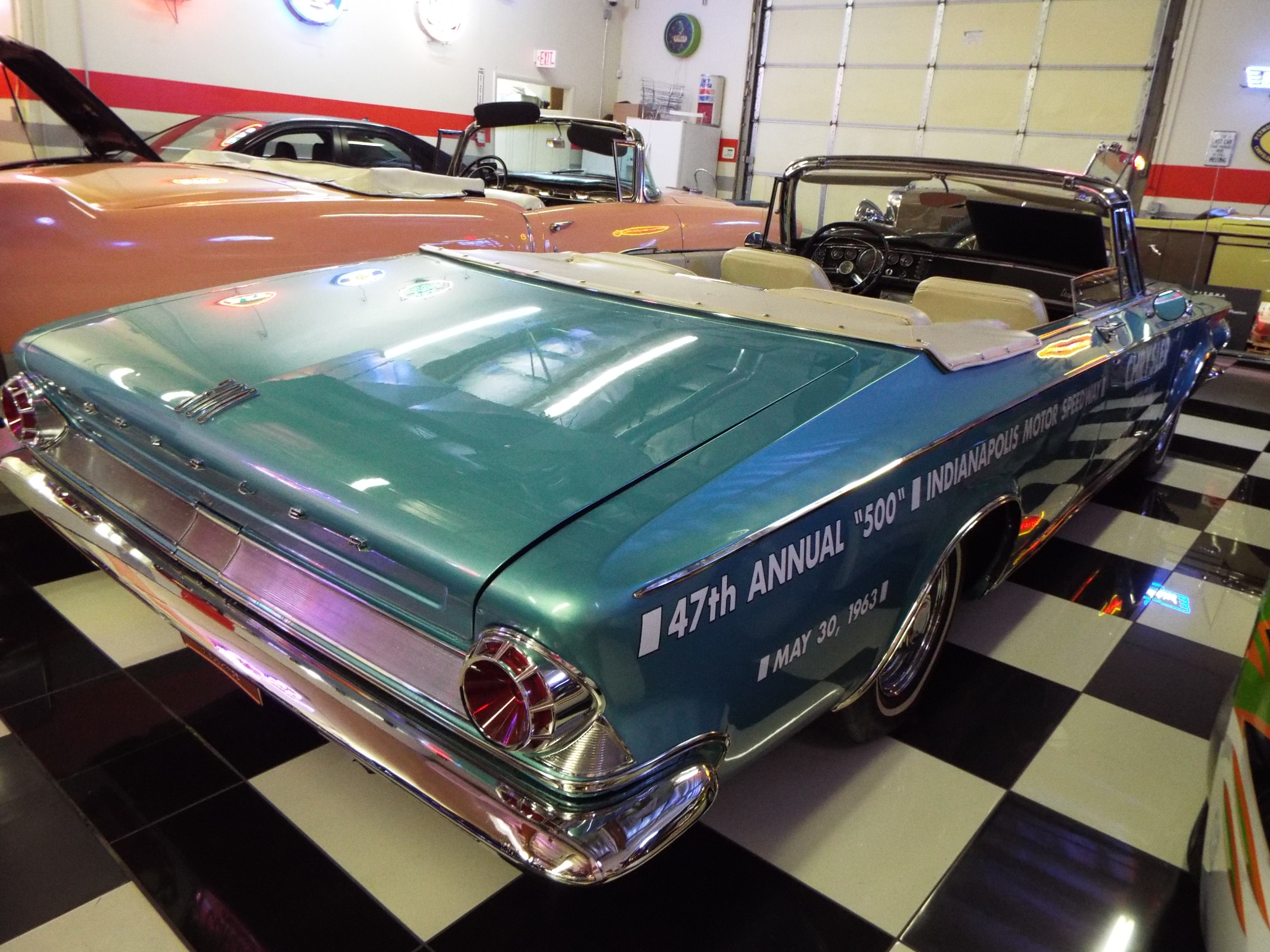
Um ex-pace car Chrysler 300 usado em 1963.

Originalmente, a prova foi anunciada sob o nome "International 500–Mile Sweepstakes Race".
Entretanto, desde o início ela foi comumente conhecida como "The Indianapolis 500" ou "Indy 500". Em 1919 ela foi rebatizada como "The Liberty Sweepstakes" devido à Primeira Guerra Mundial.
Entre 1920 e 1980 ela foi oficialmente batizada como "International Sweepstakes", às vezes com pequenas variações como "International Sweepstakes Race Distance 500 Miles". Porém, após a Segunda Guerra Mundial ela chegou a ser anunciada extra oficialmente como "Annual Memorial Day race" ou variações similares. A partir de 1981 adotou-se oficialmente o nome "65th Indianapolis 500–Mile Race" (com numeração atualizada ano a ano) encerrando qualquer referência ao "International Sweepstakes".
Por quase um século, a corrida evitaram qualquer tipo de nomeação de direitos ou patrocinadores, um movimento, embora incomum no mundo dos esportes modernos, que foi bem recebido pelos fãs. Esta tradição finalmente terminou em 2016 quando um patrocinador apresentando foi adicionado pela primeira vez. A corrida tornou-se conhecida como o "Indianapolis 500 presented by PennGrade Motor Oil". No século XXI, a facilidade adicionou lentamente também anúncios de patrocínio sobre os muros de arrimo e grama do infield. Na década de 2010 na televisão, a transmissão de corrida tem sido anunciada com um patrocinador.

## Estatísticas da 500 Milhas de Indianápolis
Pilotos com mais vitórias
| Vitórias | Piloto multivencedor | Corridas vencidas      | Observação |
| -------- | -------------------- | ---------------------- | --- |
| 4        | A. J. Foyt           | 1961, 1964, 1967, 1977 | Piloto e dono de equipe mais bem sucedido. Venceu em 1967 duas das três corridas da Tríplice Coroa do Automobilismo: a Indianapolis 500 e as 24 Horas de Le Mans (Circuit de la Sarthe). |
| 4        | Al Unser             | 1970, 1971, 1978, 1987 | |
| 4        | Rick Mears           | 1979, 1984, 1988, 1991 | Recordista de poles position, em quantidade e em sequência — um dos poucos que possui 2 poles consecutivas. |
| 4        | Hélio Castroneves    | 2001, 2002, 2009, 2021 | Um dos raros casos de pilotos que venceram 2 Indy 500 nas duas primeiras oportunidades e a defenderam vitória (Castroneves nas três primeiras corridas, obteve duas vitórias e um segundo lugar), além de ser o único piloto de fora dos Estados Unidos a ter conquistado quatro vezes a prova. |
| 3        | Dario Franchitti     | 2007, 2010, 2012       | |
| 3        | Johnny Rutherford    | 1974, 1976, 1980       | Multivencedor das 500 milhas de Indianápolis, intercalou carreira com a NASCAR. |
| 3        | Bobby Unser          | 1968, 1975, 1981       | |
| 3        | Wilbur Shaw          | 1937, 1939, 1940       | |
| 3        | Mauri Rose           | 1941, 1947, 1948       | |
| 3        | Louis Meyer          | 1928, 1933, 1936       | Foi o piloto que registrou a tradição de beber uma garrafa de leite como parte da tradição. |
| 2        | Tommy Milton         | 1921, 1923             | |
| 2        | Bill Vukovich        | 1953, 1954             | |
| 2        | Rodger Ward          | 1959, 1962             | |
| 2        | Gordon Johncock      | 1973, 1982             | |
| 2        | Emerson Fittipaldi   | 1989, 1993             | Emerson Fittipaldi, Jim Clark, Graham Hill, Mario Andretti e Jacques Villeneuve são os cinco pilotos que venceram as 500 Milhas de Indianápolis e o Mundial de Fórmula 1. |
| 2        | Al Unser Jr.         | 1992, 1994             | |
| 2        | Arie Luyendyk        | 1990, 1997             | |
| 2        | Dan Wheldon          | 2005, 2011             | |
| 2        | Juan Pablo Montoya   | 2000, 2015             | Possui duas partes da Tríplice Coroa do Automobilismo: o GP de Mônaco e as 500 milhas de Indianápolis. |
| 2        | Takuma Sato          | 2017, 2020             | |
| 2        | Josef Newgarden      | 2023, 2024             | |

Maior número de vitórias consecutivas (2)
Nenhum piloto jamais conseguiu 3 triunfos consecutivos nas 500 Milhas de Indianápolis. Apenas 6 pilotos venceram duas provas consecutivamente:
| Vitórias | Piloto            | Anos      |
| -------- | ----------------- | --------- |
| 2        | Wilbur Shaw       | 1939–1940 |
| 2        | Mauri Rose        | 1947–1948 |
| 2        | Bill Vukovich     | 1953–1954 |
| 2        | Al Unser, Sr.     | 1970–1971 |
| 2        | Hélio Castroneves | 2001–2002 |
| 2        | Josef Newgarden   | 2023–2024 |

Vencedores novatos (incluindo a primeira corrida de 1911)
| Ano  | Piloto             |
| ---- | ------------------ |
| 1911 | Ray Harroun        |
| 1913 | Jules Goux         |
| 1914 | René Thomas        |
| 1926 | Frank Lockhart     |
| 1927 | George Souders     |
| 1966 | Graham Hill        |
| 2000 | Juan Pablo Montoya |
| 2001 | Hélio Castroneves  |
| 2016 | Alexander Rossi    |

Pilotos com mais pole positions
| Mais pole positions Lista com pilotos com 4 pole positions ou mais |                   |      |      |      |      |      |      |
| Poles                                                              | Piloto            | Anos | Anos | Anos | Anos | Anos | Anos |
| 6                                                                  | Rick Mears        | 1979 | 1982 | 1986 | 1988 | 1989 | 1991 |
| 5                                                                  | Scott Dixon       | 2008 | 2015 | 2017 | 2021 | 2022 |      |
| 4                                                                  | Rex Mays          | 1935 | 1936 | 1940 | 1948 |      |      |
| 4                                                                  | A.J. Foyt         | 1965 | 1969 | 1974 | 1975 |      |      |
| 4                                                                  | Hélio Castroneves | 2003 | 2007 | 2009 | 2010 |      |      |

Maior domínio das 500 Milhas de Indianápolis até 2015
A lista considera que o amplo domínio da corrida ocorre quando um piloto inscrito consegue liderar três quartos (3/4, 75% ou 150 voltas) das 500 Milhas de Indianápolis.
| Piloto             | Corrida | Voltas Lideradas |
| ------------------ | ------- | ---------------- |
| Billy Arnold       | 1930    | 99,0%            |
| Bill Vukovich      | 1953    | 97,5%            |
| Jim Clark          | 1965    | 95,0%            |
| Al Unser           | 1970    | 95,0%            |
| Dario Resta        | 1916    | 85,8%            |
| Parnelli Jones     | 1963    | 83,5%            |
| Juan Pablo Montoya | 2000    | 83,5%            |
| Lee Wallard        | 1951    | 79,5%            |
| Emerson Fittipaldi | 1989    | 79,0%            |
| Dario Franchitti   | 2010    | 77,5%            |
| Jimmy Murphy       | 1922    | 76,5%            |

Menor número de voltas lideradas por um vencedor das 500 Milhas de Indianápolis até 2015
A lista considera 25 milhas (40 km)/30 milhas (48 km) de liderança nas 500 Milhas de Indianápolis
| Piloto             | Corrida | Voltas Lideradas |
| ------------------ | ------- | ---------------- |
| Dan Wheldon        | 2011    | 0,5%             |
| Joe Dawson         | 1912    | 1,0%             |
| Juan Pablo Montoya | 2015    | 4,5%             |
| Graham Hill        | 1966    | 5,0%             |
| Bobby Unser        | 1975    | 6,3%             |

Edição da corrida com o maior número de vencedores
| Vencedores | Corrida |
| ---------- | ------- |
| 10         | 1992    |

Edição da corrida com maior número de inscrições
| Inscritos | Corrida |
| --------- | ------- |
| 117       | 1984    |

Edição da corrida com mais novatos
| Novatos | Corrida                                     |
| ------- | ------------------------------------------- |
| 19      | 1939, 1979 (sem incluir a primeira corrida) |

Menor número de carros terminando a corrida
| Carros | Corrida |
| ------ | ------- |
| 7      | 1966    |

Piloto que mais correu até a chegada
| Número de corridas | Piloto               |
| ------------------ | -------------------- |
| 18                 | A.J. Foyt e Al Unser |

Dono de equipe com mais vitórias
| Vitórias | Equipe/time multivencedora         | Corridas vencidas                                                                                          | Observação |
| -------- | ---------------------------------- | --- | --- |
| 18       | Team Penske (Roger Penske)         | 1972, 1979, 1981, 1984, 1985, 1987, 1988, 1991, 1993, 1994, 2001, 2002, 2003, 2006, 2009, 2015, 2018, 2019 | Intercalou carreira em diversos campeonatos automobilísticos, como a NASCAR, que é o exemplo mais recente.                                                                                              |
| 6        | Andretti-Green (Michael Andretti)  | 1995, 2005, 2007, 2014, 2016, 2017                                                                         | Venceu em 1995 como Forsythe-Green e na década de 2000 como Andretti-Green, Andretti Autosport e Andretti-Herta.                                                                                        |
| 5        | Lou Moore                          | 1938, 1941, 1947, 1948, 1949                                                                               | |
| 5        | Chip Ganassi Racing (Chip Ganassi) | 2000, 2008, 2010, 2012, 2022                                                                               | Chip Ganassi venceu as 500 Milhas de Indianápolis e a Daytona 500 na NASCAR, Jamie McMurray venceu as ’'500 Milhas de Daytona e Dario Franchitti vencendo as 500 milhas de Indianápolis no ano de 2010. |
| 4        | A.J. Foyt Enterprises (A.J. Foyt)  | 1964, 1967, 1977, 1999                                                                                     | A. J. Foyt foi o piloto e dono de sua equipe mais bem-sucedido, com três corridas em 1964, 1967 e 1977. Em 1999 era apenas dono de equipe.                                                              |

Chassi mais vitorioso
| Vitórias | Chassi       | Corridas vencidas                                                                       | Observação                                                               |
| -------- | ------------ | --------------------------------------------------------------------------------------- | ------------------------------------------------------------------------ |
| 31       | Dallara      | 1972, 1979, 1981, 1984, 1985, 1987, 1988, 1991, 1993, 1994, 2001, 2002, 2005–atualmente | Provedor exclusivo de chassi desde a década de 2000 na Indy 500.         |
| 7        | Penske       | 1979, 1981, 1988, 1989, 1991, 1993, 1994                                                | A partir da década de 2000, a Penske não utilizou mais chassis próprios. |
| 6        | Miller       | 1923, 1926, 1928, 1929, 1933, 1934                                                      | Ligado à Harry Miller                                                    |
| 6        | Watson       | última em 1964                                                                          |                                                                          |
| 5        | Kurtis Kraft | última em 1955                                                                          |                                                                          |
| 5        | March        | última vitória em 1987                                                                  |                                                                          |

Motores mais vitoriosos
| Vitórias | Motor       | Corridas vencidas                             | Observação                                                                                                 |
| -------- | ----------- | --------------------------------------------- | --- |
| 27       | Offenhauser | 1935, 1937, 1941, 1947–1964, 1968, 1972–1976  | Conhecidos como Offy.                                                                                      |
| 13       | Honda       | 2004–2012, 2014, 2016, 2017, 2020, 2021, 2022 | Era provedora exclusiva de motores durante a década de 2000, na IndyCar.                                   |
| 12       | Miller      | 1922, 1923, 1926, 1928–1934, 1936, 1938       | |
| 10       | Cosworth    | 1978–1987                                     | |
| 10       | Chevrolet   | 1988–1993, 2002, 2013, 2015, 2018, 2019       | Uma parcela das vitórias com chassi Penske.                                                                |
| 8        | Ford*       | 1965–1967, 1969–1971, 1995–1996               | Em 1995 e 1996 eram chamados de Ford-Cosworth, devido a aquisição de direitos na temporada de 1991 da CART |
| 5        | Oldsmobile  | 1997–2001                                     | |

Fabricante de pneus mais vitorioso
| Vitórias | Fabricante | Corridas vencidas | Observação                                |
| -------- | ---------- | ----------------- | ----------------------------------------- |
| 69       | Firestone  | última em 2022    | Têm uma estreita história com a Indy 500. |
| 12       | Goodyear   | última em 1999    |                                           |

Maior número de troca de liderança
- 68 trocas de lideranças oficiais, 84 trocas de lideranças não-oficiais entre 14 líderes distintos quebrando o recorde de 34 ultrapassagens dacorrida de 2013 (16 trocas provisórias).

Maiores temperaturas nas 500 Milhas de Indianápolis
| Temperatura | Corridas                     | Observação |
| ----------- | ---------------------------- | --- |
| 33ºC        | 1937, 1953, 1919, 2012, 2018 | Alegou-se extraoficialmente que na corrida de 1953 alegou que a corrida chegou aos 38 °C, o que seria a corrida mais quente da Indy 500 |
| 32ºC        | 1977 e 1978                  | Alega-se que chegou a 35 °C em 2010, mas não-oficial.                                                                                   |

Menores temperaturas nas 500 Milhas de Indianápolis
| Menor Temperatura | Corridas          |
| ----------------- | ----------------- |
| 18ºC              | 1915, 1924 e 2003 |
| 17ºC              | 1930 e 1947       |
| 16ºC              | 1997              |
| 14ºC              | 2003 e 1924       |

Poles consecutivas
Até a corrida de 2022
| Maior número de poles-position nas 500 Milhas de Indianápolis` | Pilotos com duas poles-position consecutivas | Observações |
| -------------------------------------------------------------- | --- | --- |
| 2                                                              | Ralph DePalma, Rex Mays, Eddie Sachs, Parnelli Jones, Mario Andretti, A. J. Foyt, Tom Sneva, Rick Mears, Scott Brayton, Hélio Castroneves, Ed Carpenter e Scott Dixon | Todos os pilotos que dividem o recorde de poles são dos Estados Unidos. As exceções são os pilotos Ralph DePalma (italiano/americano), Hélio Castroneves (brasileiro) e Scott Dixon (neozelandês). |

Menor diferença entre o primeiro e o segundo colocado
| Diferença registrada | Pilotos | Edição da corrida |
| -------------------- | --- | ----------------- |
| 0,043s               | Diferença entre o vencedor Al Unser Jr. (largou em 12º lugar) e o segundo lugar Scott Goodyear (largou em 33º lugar) | 1992              |

Maior velocidade média em uma Indy 500
| Piloto            | Ano da Corrida | Maior Média  |
| ----------------- | -------------- | ------------ |
| Hélio Castroneves | 2021           | 306,886 km/h |

Menor velocidade média em uma Indy 500
| Piloto      | Ano da corrida | Menor média  |
| ----------- | -------------- | ------------ |
| Ray Harroun | 1911           | 120,060 km/h |

Volta de classificação mais rápida
| Piloto        | Ano da corrida | Volta mais rápida |
| ------------- | -------------- | ----------------- |
| Arie Luyendyk | 1996           | 382,216 km/h      |

Volta mais rápida na corrida
| Piloto        | Ano da corrida | Maior média  |
| ------------- | -------------- | ------------ |
| Eddie Cheever | 1996           | 379,976 km/h |

Vencedor mais jovem
| Piloto       | Ano da corrida | Idade             |
| ------------ | -------------- | ----------------- |
| Troy Ruttman | 1952           | 22 anos e 80 dias |

Vencedor mais velho
| Piloto   | Ano da corrida | Idade              |
| -------- | -------------- | ------------------ |
| Al Unser | 1987           | 47 anos e 360 dias |

Maior número de participações
| Piloto    | Corridas                                             |
| --------- | ---------------------------------------------------- |
| A.J. Foyt | 35 corridas na Indy 500 (se classificando em todas). |

Pior posição de largada retomando para a vitória (2)
| Posição | Piloto      | Temporada |
| ------- | ----------- | --------- |
| 28º     | Ray Harroun | 1911      |
| 28º     | Louis Meyer | 1936      |

Países com mais vitórias (Excetuando os Estados Unidos, que tem mais de 70 vitórias)
| Vitórias | País                                                    |
| -------- | ------------------------------------------------------- |
| 8        | Brasil (1989, 1993, 2001, 2002, 2003, 2009, 2013, 2021) |
| 4        | Inglaterra (1946, 1966, 2005, 2011)                     |
| 4        | Escócia (1965, 2007, 2010, 2012)                        |
| 4        | França (1913, 1914, 1920, 2019)                         |
| 2        | Itália (1915, 1916)                                     |
| 2        | Países Baixos (1990, 1997)                              |
| 2        | Colômbia (2000, 2015)                                   |
| 2        | Japão (2017, 2020)                                      |
| 2        | Suécia (1999, 2022)                                     |
| 1        | Canadá (1995)                                           |
| 1        | Nova Zelândia (2008)                                    |
| 1        | Austrália (2018)                                        |

Venceu Tríplice Coroa do Automobilismo (500 milhas de Indianápolis, Grande Prêmio de Mônaco e 24 horas de Le Mans)
| Vencedor das 500 Milhas de Indianápolis, Grande Prêmio de Mônaco e 24 Horas de Le Mans) | Corridas vencidas por evento respectivamente |
| --------------------------------------------------------------------------------------- | -------------------------------------------- |
| Graham Hill                                                                             | 1966 / 1963, 1964, 1965, 1968, 1969 / 1972   |

Venceu as 500 milhas de Indianápolis, Campeonato Mundial de Fórmula 1 e 24 horas de Le Mans
| Venceu a Indianapolis 500 e o Mundial de Fórmula 1 e 24 Horas de Le Mans | Ano/Temporada            |
| ------------------------------------------------------------------------ | ------------------------ |
| Graham Hill                                                              | 1966 / 1962, 1968 / 1972 |

Venceu as 500 milhas de Indianápolis e o Campeonato Mundial de Fórmula 1
| Venceu a Indianapolis 500 e do Campeonato da Fórmula 1 | Ano/Temporada            |
| ------------------------------------------------------ | ------------------------ |
| Jim Clark                                              | 1965 / 1963, 1965        |
| Graham Hill                                            | 1966 / 1962, 1968        |
| Mario Andretti                                         | 1969 / 1978              |
| Emerson Fittipaldi                                     | 1989, 1993 / 1972 e 1974 |
| Jacques Villeneuve                                     | 1995 / 1997              |

Venceu 500 milhas de Indianápolis e as 24 horas de Le Mans
| Piloto vencedor da Indianapolis 500/24 Horas de Le Mans | Corridas vencidas             |
| ------------------------------------------------------- | ----------------------------- |
| A.J. Foyt                                               | 1961, 1964, 1967, 1977 / 1967 |
| Graham Hill                                             | 1966 / 1972                   |

Venceu as 500 milhas de Indianápolis e as 24 horas de Daytona
| Piloto vencedor da Indianapolis 500/24 Horas de Daytona | Corrida vencidas                          |
| ------------------------------------------------------- | ----------------------------------------- |
| A.J. Foyt                                               | 1961, 1964, 1967, 1977 / 1983, 1985       |
| Al Unser                                                | 1970, 1971, 1978, 1987 / 1985             |
| Mark Donohue                                            | 1972 / 1969                               |
| Mario Andretti                                          | 1969 / 1972 *na versão de 6 Horas         |
| Bobby Rahal                                             | 1986 / 1981                               |
| Arie Luyendyk                                           | 1990, 1997 / 1998                         |
| Al Unser Jr.                                            | 1992, 1994 / 1986, 1987                   |
| Juan Pablo Montoya                                      | 2000, 2015 / 2007, 2008, 2013             |
| Dan Wheldon                                             | 2005, 2011 / 2006                         |
| Scott Dixon                                             | 2008 / 2006                               |
| Buddy Rice                                              | 2004 / 2009                               |
| Dario Franchitti                                        | 2007, 2010, 2012 / 2008                   |
| Tony Kanaan                                             | 2013 / 2015                               |
| Hélio Castroneves                                       | 2001, 2002, 2009, 2021 / 2021, 2022, 2023 |
| Simon Pagenaud                                          | 2019 / 2022, 2023                         |

Venceu as 500 milhas de Indianápolis e o Grande Prêmio de Mônaco de Fórmula 1
| Piloto vencedor da Indianapolis 500/Grande Prêmio de Mônaco | Corridas vencidas                   |
| ----------------------------------------------------------- | ----------------------------------- |
| Graham Hill                                                 | 1966 / 1963, 1964, 1965, 1968, 1969 |
| Juan Pablo Montoya                                          | 2000, 2015 / 2003                   |

Venceu as 500 milhas de Indianápolis e das 12 Horas de Sebring
| Venceu a Indianapolis 500 e as 12 Horas de Sebring | Corridas vencidas             |
| -------------------------------------------------- | ----------------------------- |
| Mario Andretti                                     | 1969 / 1967, 1970, 1972       |
| A.J. Foyt                                          | 1961, 1964, 1967, 1977 / 1985 |
| Bobby Rahal                                        | 1986 / 1987                   |
| Arie Luyendyk                                      | 1990, 1997 / 1989             |

Venceu as 500 milhas de Indianápolis e das 500 Milhas de Daytona
| Piloto vencedor da Indianapolis 500 e das 500 Milhas de Daytona | Corridas vencidas             |
| --------------------------------------------------------------- | ----------------------------- |
| Mario Andretti                                                  | 1969 / 1967                   |
| A.J. Foyt                                                       | 1961, 1964, 1967, 1977 / 1972 |

Venceu as 500 milhas de Indianápolis, o Campeonato Mundial de Fórmula 1 e Daytona 500
| Vencedor da Indianapolis 500/Fórmula 1/Daytona 500 | Corridas vencidas  |
| -------------------------------------------------- | ------------------ |
| Mario Andretti                                     | 1969 / 1978 / 1967 |

Venceu as 500 milhas de Indianápolis, as 24 Horas de Le Mans e as 500 Milhas de Daytona
| Piloto vencedor da Indianapolis 500/24 Horas de Le Mans/Daytona 500 | Corridas vencidas                    |
| ------------------------------------------------------------------- | ------------------------------------ |
| A.J. Foyt                                                           | 1961, 1964, 1967, 1977 / 1967 / 1972 |

## Vencedores
Vencedores anuais da tradicional corrida por ano, nacionalidade, equipe, posição da classificação e as milhas percorridas
| Ano  | Vencedor                | Nacionalidade  | Equipe/Proprietário            | Posição de partida | Milhas percorridas* |
| ---- | ----------------------- | -------------- | ------------------------------ | ------------------ | ------------------- |
| 1911 | Ray Harroun             | Estados Unidos | Nordyke & Marmon Company       | 28º                |                     |
| 1912 | Joe Dawson              | Estados Unidos | National Motor Vehicle Company | 7º                 |                     |
| 1913 | Jules Goux              | França         | Peugeot                        | 7º                 |                     |
| 1914 | Rene Thomas             | França         | Louis Delâge Company           | 15º                |                     |
| 1915 | Ralph DePalma           | Itália         | E.C. Patterson                 | 2º                 |                     |
| 1916 | Dario Resta             | Itália         | Peugeot Auto Racing Company    | 4º                 | 300                 |
| 1919 | Howard Wilcox           | Estados Unidos | I.M.S. Corporation             | 2º                 |                     |
| 1920 | Gaston Chevrolet        | França         | William Small Company          | 6º                 |                     |
| 1921 | Tommy Milton            | Estados Unidos | Louis Chevrolet                | 20º                |                     |
| 1922 | Jimmy Murphy            | Estados Unidos | Jimmy Murphy                   | pole position      |                     |
| 1923 | Tommy Milton            | Estados Unidos | H.C.S. Motor Company           | pole position      |                     |
| 1924 | L.L. Corum, Joe Boyer   | Estados Unidos | Duesenberg                     | 21º                |                     |
| 1925 | Peter DePaolo           | Estados Unidos | Duesenberg                     | 2º                 |                     |
| 1926 | Frank Lockhart          | Estados Unidos | Peter Kreis                    | 20º                | 400                 |
| 1927 | George Souders          | Estados Unidos | William S. White               | 22º                |                     |
| 1928 | Louis Meyer             | Estados Unidos | Alden Sampson, II              | 13º                |                     |
| 1929 | Ray Keech               | Estados Unidos | M. A. Yagle                    | 6º                 |                     |
| 1930 | Billy Arnold            | Estados Unidos | Harry Hartz                    | pole position      |                     |
| 1931 | Louis Schneider         | Estados Unidos | B. L. Schneider                | 13º                |                     |
| 1932 | Fred Frame              | Estados Unidos | Harry Hartz                    | 27º                |                     |
| 1933 | Louis Meyer             | Estados Unidos | Louis Meyer                    | 6º                 |                     |
| 1934 | Bill Cummings           | Estados Unidos | H. C. Henning                  | 10º                |                     |
| 1935 | Kelly Petillo           | Estados Unidos | Kelly Petillo                  | 22º                |                     |
| 1936 | Louis Meyer             | Estados Unidos | Louis Meyer                    | 28º                |                     |
| 1937 | Wilbur Shaw             | Estados Unidos | Wilbur Shaw                    | 2º                 |                     |
| 1938 | Floyd Roberts           | Estados Unidos | Lou Moore                      | pole position      |                     |
| 1939 | Wilbur Shaw             | Estados Unidos | Boyle Racing Headquarters      | 3º                 |                     |
| 1940 | Wilbur Shaw             | Estados Unidos | Boyle Racing Headquarters      | 2º                 |                     |
| 1941 | Floyd Davis, Mauri Rose | Estados Unidos | Lou Moore                      | 17º                |                     |
| 1946 | George Robson           | Inglaterra     | Thorne Engineering             | 15º                |                     |
| 1947 | Mauri Rose              | Estados Unidos | Lou Moore                      | 3º                 |                     |
| 1948 | Mauri Rose              | Estados Unidos | Lou Moore                      | 3º                 |                     |
| 1949 | Bill Holland            | Estados Unidos | Lou Moore                      | 4º                 |                     |
| 1950 | Johnnie Parsons         | Estados Unidos | Kurtis Kraft                   | 5º                 | 345                 |
| 1951 | Lee Wallard             | Estados Unidos | Murrell Belanger               | 2º                 |                     |
| 1952 | Troy Ruttman            | Estados Unidos | J. C. Agajanian                | 7º                 |                     |
| 1953 | Bill Vukovich           | Estados Unidos | Howard B. Keck                 | pole position      |                     |
| 1954 | Bill Vukovich           | Estados Unidos | Howard B. Keck                 | 19º                |                     |
| 1955 | Bob Sweikert            | Estados Unidos | John Zink                      | 14º                |                     |
| 1956 | Pat Flaherty            | Estados Unidos | John Zink                      | pole position      |                     |
| 1957 | Sam Hanks               | Estados Unidos | George Salih                   | 13º                |                     |
| 1958 | Jim Bryan               | Estados Unidos | George Salih                   | 7º                 |                     |
| 1959 | Rodger Ward             | Estados Unidos | Leader Cards                   | 6º                 |                     |
| 1960 | Jim Rathmann            | Estados Unidos | Ken-Paul                       | 2º                 |                     |
| 1961 | A. J. Foyt              | Estados Unidos | Bignotti-Bowes Racing          | 7º                 |                     |
| 1962 | Rodger Ward             | Estados Unidos | Leader Cards                   | 2º                 |                     |
| 1963 | Parnelli Jones          | Estados Unidos | J. C. Agajanian                | pole position      |                     |
| 1964 | A.J. Foyt               | Estados Unidos | Ansted-Thompson Racing         | 5º                 |                     |
| 1965 | Jim Clark               | Escócia        | Team Lotus                     | 2º                 |                     |
| 1966 | Graham Hill             | Inglaterra     | Mecom Racing Team              | 15º                |                     |
| 1967 | A.J. Foyt               | Estados Unidos | Ansted-Thompson Racing         | 4º                 |                     |
| 1968 | Bobby Unser             | Estados Unidos | Leader Cards                   | 3º                 |                     |
| 1969 | Mario Andretti          | Estados Unidos | STP Corporation                | 2º                 |                     |
| 1970 | Al Unser                | Estados Unidos | Vel's Parnelli Jones Ford      | pole position      |                     |
| 1971 | Al Unser                | Estados Unidos | Vel's Parnelli Jones Ford      | 5º                 |                     |
| 1972 | Mark Donohue            | Estados Unidos | Roger Penske Enterprises       | 3º                 |                     |
| 1973 | Gordon Johncock         | Estados Unidos | Patrick Racing Team            | 11º                | 332,5               |
| 1974 | Johnny Rutherford       | Estados Unidos | Bruce McLaren Motor Racing     | 25º                |                     |
| 1975 | Bobby Unser             | Estados Unidos | All American Racers            | 3º                 | 435                 |
| 1976 | Johnny Rutherford       | Estados Unidos | Bruce McLaren Motor Racing     | pole position      | 255                 |
| 1977 | A.J. Foyt               | Estados Unidos | A. J. Foyt Enterprises         | 4º                 |                     |
| 1978 | Al Unser                | Estados Unidos | Chaparral Racing               | 5º                 |                     |
| 1979 | Rick Mears              | Estados Unidos | Penske                         | pole position      |                     |
| 1980 | Johnny Rutherford       | Estados Unidos | Chaparral Racing               | pole position      |                     |
| 1981 | Bobby Unser             | Estados Unidos | Penske                         | pole position      |                     |
| 1982 | Gordon Johncock         | Estados Unidos | STP Patrick Racing Team        | 5º                 |                     |
| 1983 | Tom Sneva               | Estados Unidos | Bignotti-Cotter                | 4º                 |                     |
| 1984 | Rick Mears              | Estados Unidos | Penske                         | 3º                 |                     |
| 1985 | Danny Sullivan          | Estados Unidos | Penske                         | 8º                 |                     |
| 1986 | Bobby Rahal             | Estados Unidos | Truesports                     | 4º                 |                     |
| 1987 | Al Unser                | Estados Unidos | Penske Racing, Incorporated    | 20º                |                     |
| 1988 | Rick Mears              | Estados Unidos | Penske                         | pole position      |                     |
| 1989 | Emerson Fittipaldi      | Brasil         | Patrick                        | 3º                 |                     |
| 1990 | Arie Luyendyk           | Países Baixos  | Doug Shierson Racing           | 3º                 |                     |
| 1991 | Rick Mears              | Estados Unidos | Penske                         | pole position      |                     |
| 1992 | Al Unser, Jr.           | Estados Unidos | Galles-Kraco                   | 12º                |                     |
| 1993 | Emerson Fittipaldi      | Brasil         | Penske                         | 9º                 |                     |
| 1994 | Al Unser, Jr.           | Estados Unidos | Penske                         | pole position      |                     |
| 1995 | Jacques Villeneuve      | Canadá         | Green                          | 5º                 |                     |
| 1996 | Buddy Lazier            | Estados Unidos | Hemelgarn                      | 5º                 |                     |
| 1997 | Arie Luyendyk           | Países Baixos  | Treadway Racing                | pole position      |                     |
| 1998 | Eddie Cheever Jr.       | Estados Unidos | Cheever                        | 17º                |                     |
| 1999 | Kenny Bräck             | Suécia         | A. J. Foyt Enterprises         | 8º                 |                     |
| 2000 | Juan Pablo Montoya      | Colômbia       | Chip Ganassi                   | 2º                 |                     |
| 2001 | Helio Castroneves       | Brasil         | Penske                         | 11º                |                     |
| 2002 | Helio Castroneves       | Brasil         | Penske                         | 13º                |                     |
| 2003 | Gil de Ferran           | Brasil         | Penske                         | 10º                |                     |
| 2004 | Buddy Rice              | Estados Unidos | Rahal Letterman                | pole position      | 462,5               |
| 2005 | Dan Wheldon             | Inglaterra     | Andretti-Green                 | 16º                |                     |
| 2006 | Sam Hornish Jr.         | Estados Unidos | Penske                         | pole position      |                     |
| 2007 | Dario Franchitti        | Escócia        | Andretti-Green                 | 3º                 | 412,5               |
| 2008 | Scott Dixon             | Nova Zelândia  | Chip Ganassi                   | pole position      |                     |
| 2009 | Helio Castroneves       | Brasil         | Penske                         | pole position      |                     |
| 2010 | Dario Franchitti        | Escócia        | Chip Ganassi                   | 3º                 |                     |
| 2011 | Dan Wheldon             | Inglaterra     | Bryan Herta                    | 6º                 |                     |
| 2012 | Dario Franchitti        | Escócia        | Chip Ganassi                   | 16º                |                     |
| 2013 | Tony Kanaan             | Brasil         | KV Racing Technology           | 12º                |                     |
| 2014 | Ryan Hunter-Reay        | Estados Unidos | Andretti Autosport             | 19º                |                     |
| 2015 | Juan Pablo Montoya      | Colômbia       | Penske                         | 15°                |                     |
| 2016 | Alexander Rossi         | Estados Unidos | Andretti Herta                 | 11º                |                     |
| 2017 | Takuma Sato             | Japão          | Andretti Autosport             | 4º                 |                     |
| 2018 | Will Power              | Austrália      | Penske                         | 4º                 |                     |
| 2019 | Simon Pagenaud          | França         | Penske                         | Pole position      |                     |
| 2020 | Takuma Sato             | Japão          | Rahal Letterman Lanigan Racing | 3º                 |                     |
| 2021 | Helio Castroneves       | Brasil         | Meyer Shank Racing             | 8º                 |                     |
| 2022 | Marcus Ericsson         | Suécia         | Chip Ganassi Racing            | 5°                 |                     |
| 2023 | Josef Newgarden         | Estados Unidos | Team Penske                    | 17°                |                     |
| 2024 | Josef Newgarden         | Estados Unidos | Team Penske                    | 3°                 |                     |
| 2025 | Alex Palou              | Espanha        | Chip Ganassi Racing            | 10º                |                     |

* Nos casos em que a prova teve de ser interrompida antes das 500 milhas previstas. Geralmente em função das chuvas.

### Numerações mais vencedoras
| Número do carro | Número de vitórias | Ano                                                              |
| --------------- | ------------------ | ---------------------------------------------------------------- |
| 1               | 7                  | 1923, 1940, 1950, 1958, 1961, 1964, 1971                         |
| 2               | 10                 | 1915, 1921, 1929, 1939, 1969, 1970, 1976, 1978, 2015, 2023       |
| 3               | 11                 | 1919, 1948, 1962, 1968, 1974, 1981, 1986, 1991, 1992, 2002, 2009 |
| 4               | 5                  | 1920, 1930, 1960, 1980, 1993                                     |
| 5               | 6                  | 1935, 1959, 1983, 1985, 1988, 1997                               |
| 6               | 5                  | 1937, 1955, 1984, 2003, 2006                                     |
| 7               | 2                  | 1934, 1949                                                       |
| 8               | 4                  | 1912, 1936, 1956, 2022                                           |
| 9               | 4                  | 1957, 1979, 2000, 2008                                           |
| 10              | 2                  | 2010, 2012                                                       |
| 11              | 1                  | 2013                                                             |
| 12              | 2                  | 1925, 2018                                                       |
| 13              | 0                  |                                                                  |
| 14              | 6                  | 1928, 1953, 1954, 1967, 1977, 1999                               |
| 15              | 3                  | 1924, 1926, 2004                                                 |
| 16              | 4                  | 1913, 1914, 1941, 1946                                           |
| 17              | 1                  | 1916                                                             |
| 18              | 0                  |                                                                  |
| 19              | 0                  |                                                                  |
| 20              | 3                  | 1973, 1982, 1989                                                 |
| 21              | 0                  |                                                                  |
| 22              | 1                  | 2019                                                             |
| 23              | 2                  | 1931, 1938                                                       |
| 24              | 1                  | 1966                                                             |
| 25              | 1                  | 1987                                                             |
| 26              | 2                  | 2005, 2017                                                       |
| 27              | 3                  | 1947, 1995, 2007                                                 |
| 28              | 1                  | 2014                                                             |
| 29              | 0                  |                                                                  |
| 30              | 2                  | 1990, 2020                                                       |
| 31              | 1                  | 1994                                                             |
| 32              | 2                  | 1911, 1927                                                       |
| 33              | 0                  |                                                                  |
| 34              | 1                  | 1932                                                             |
| 35              | 1                  | 1922                                                             |
| 36              | 1                  | 1933                                                             |
| 37              | 0                  |                                                                  |
| 38              | 0                  |                                                                  |
| 39              | 0                  |                                                                  |
| 40              | 0                  |                                                                  |
| 41              | 0                  |                                                                  |
| 42              | 0                  |                                                                  |
| 43              | 0                  |                                                                  |
| 44              | 0                  |                                                                  |
| 45              | 0                  |                                                                  |
| 46              | 0                  |                                                                  |
| 47              | 0                  |                                                                  |
| 48              | 1                  | 1975                                                             |
| 49              | 0                  |                                                                  |
| 50              | 0                  |                                                                  |

| Número do carro | Número de vitórias | Ano              |
| --------------- | ------------------ | ---------------- |
| 51              | 1                  | 1998             |
| 52              | 0                  |                  |
| 53              | 0                  |                  |
| 54              | 0                  |                  |
| 55              | 0                  |                  |
| 56              | 0                  |                  |
| 57              | 0                  |                  |
| 58              | 0                  |                  |
| 59              | 0                  |                  |
| 60              | 0                  |                  |
| 61              | 0                  |                  |
| 62              | 0                  |                  |
| 63              | 0                  |                  |
| 64              | 0                  |                  |
| 65              | 0                  |                  |
| 66              | 1                  | 1972             |
| 67              | 0                  |                  |
| 68              | 1                  | 2001             |
| 69              | 1                  | 2026             |
| 70              | 0                  |                  |
| 71              | 0                  |                  |
| 72              | 0                  |                  |
| 73              | 0                  |                  |
| 74              | 0                  |                  |
| 75              | 0                  |                  |
| 76              | 0                  |                  |
| 77              | 0                  |                  |
| 78              | 0                  |                  |
| 79              | 0                  |                  |
| 80              | 0                  |                  |
| 81              | 0                  |                  |
| 82              | 1                  | 1965             |
| 83              | 0                  |                  |
| 84              | 0                  |                  |
| 85              | 0                  |                  |
| 86              | 0                  |                  |
| 87              | 0                  |                  |
| 88              | 0                  |                  |
| 89              | 0                  |                  |
| 90              | 0                  |                  |
| 91              | 1                  | 1996             |
| 92              | 0                  |                  |
| 93              | 0                  |                  |
| 94              | 0                  |                  |
| 95              | 0                  |                  |
| 96              | 0                  |                  |
| 97              | 0                  |                  |
| 98              | 3                  | 1963, 2011, 2016 |
| 99              | 1                  | 1951             |

| Número do carro | Número de vitórias | Ano  |
| --------------- | ------------------ | ---- |
| 0               | --                 |      |
| 00              | --                 |      |
| 01              | --                 |      |
| 02              | 0                  |      |
| 03              | --                 |      |
| 04              | --                 |      |
| 05              | --                 |      |
| 06              | 1                  | 2021 |
| 07              | --                 |      |
| 08              | --                 |      |
| 09              | --                 |      |